# Lista de personagens de Pokémon
Esta é uma lista de personagens que aparecem na animação Pokémon: A Série, foi exibido entre 1 de abril de 1997 a 24 de março de 2023 no Japão.

## Protagonistas
- Ash Ketchum (サトシ, Satoshi)

Dublador: Rica Matsumoto (Japão), Veronica Taylor (4Kids Entertainment), Sarah Natochenny (TPCI),[carece de fontes?] Fábio Lucindo, Charles Emmanuel, Matheus Perisse (Brasil), Maria João Luís, Sandra Faleiro, Sandra de Castro, Bárbara Lourenço, Raquel Ferreira, Ana Madureira, Raquel Rosmaninho (Portugal)
Ash é o protagonista do anime Pokémon. Ele é um treinador de Pokémon de 10 anos (nascido em 28 de Agosto), que tem o sonho de ser o maior Mestre Pokémon do mundo.  Na série, Ash compete nas Ligas Pokémon de Kanto, nas Ilhas Laranja, Johto, Hoenn, Sinnoh, Unova e Kalos, e também na Batalha da Fronteira em Kanto. Depois que sua família viaja de férias para Alola, Ash fica na região para estudar na Escola Pokémon e obtém um Z-Ring de Tapu Koko. Ash participa da Liga Pokémon de Alola e se torna o campeão desta. Curiosamente esta Liga foi a única a ter todas as suas batalhas mostradas.
Depois de se tornar Campeão Pokémon, Ash participa do Campeonato Mundial e após vencer o Torneio de Mestres do Campeonato Mundial ele se torna o melhor Treinador Pokémon do mundo.
- Pikachu (ピカチュウ)

Dublador: Ikue Ōtani (Japão)
Pikachu é o principal Pokémon de Ash, dado a ele pelo Professor Carvalho e o único companheiro que o seguiu por todas as regiões. Como ele se recusa a entrar na Pokébola, anda ao lado do treinador, algo que foi incorporado ao jogo Pokémon Yellow, que tem forte influência do anime. Por seu grande potencial que o diferencia de outros Pikachu, frequentemente vencendo Pokémon muito mais fortes, é frequentemente alvo de planos da Equipe Rocket para capturá-lo.
- Misty Williams[3][4] (カスミ, Kasumi)

Dubladora: Mayumi Iizuka, Rachael Lillis (4Kids), Michele Knotz (TPCI), Márcia Regina, Aline Guioli (Brasil), Helena Montez, Ana Luís Martins, Paula Pais, Joana Manuel (Portugal)
É a primeira amiga que Ash faz em sua jornada. Ela é uma das quatro líderes do ginásio da cidade de Cerulean, junto com suas três irmãs. Ela conhece Ash quando ele pega sua bicicleta para fugir de um bando de Spearows, e quando Pikachu ataca os Spearows, destrói a bicicleta, fazendo Misty seguir Ash até que ele pague por ela, mas ao longo da jornada cria amizade com ele. O sonho dela é ser a melhor treinadora de Pokémon do tipo água do mundo. Ela faz diversos amigos e rivais ao longo de sua jornada e afirma que é uma treinadora melhor do que Ash, mais no fundo ela possui uma paixão secreta por ele. Quando pequena, era menosprezada pelas irmãs mais velhas, mas elas já fizeram as pazes entre si. Mais tarde, ela assume o Ginásio de Cerulean, mas ainda mantém contato com Ash e sempre recebe ajuda de Tracey. Ela reaparece em Kanto junto de Brock para fazer um tour com os novos amigos de Ash de Alola e também os desafia em seu ginásio. Estes depois são vistos em Alola e aparecem na Escola Pokémon, depois que Misty e Victória trocarem correspondência por cartas. Esta viaja junto de seus amigos em uma aventura na Ilha Pokémon. Misty voltou pessoalmente mais tarde, onde assistiu a batalha de Ash contra Leon na final do Campeonato da Coroção Mundial a partir de um telão enquanto estava numa piscina do ginásio de Cerulean, na ocasião estava de biquíni. Mais tarde conheceu Goh e seu Inteleon. Ela é conhecida por utilizar os seguintes Pokémon: Staryu, Starmie, Goldeen, Psyduck, Politoed, Corsola, Azurill, Luvdisc, Horsea e Gyarados.
Nos jogos foi introduzida em Pokémon Red e Blue, onde é a segunda líder de ginásio da liga Pokémon de Kanto. Seu ginásio é de Pokémons de Água, e combate com Staryu e Starmie. Misty também pode ser enfrentada nas versões Yellow, Gold, Silver e Crystal, além dos remakes Pokémon FireRed e LeafGreen, Pokémon HeartGold e SoulSilver e Let's Go Pikachu! e Let's Go Eevee!. Nos jogos Black 2 e White 2, Misty é parte da Pokémon World League junto com os outros líderes de Kanto.
- Brock Harrison[4] (タケシ, Takeshi)

Dublador: Yuji Ueda, Tomokazu Sugita (Pokémon Origins), Eric Stuart (4Kids Entertainment), Bill Rogers (TPCI), Johnny Yong Bosch (Pokémon Origins), Alfredo Rollo, Sérgio Cantú (Brasil), Peter Michael, Rui Quintas, Luís Barros, Pedro Almendra (Portugal)
Brock era líder do ginásio de Pewter City, mas após o retorno de seu pai, começou a viajar com Ash e Misty para ser o maior criador de Pokémon de todos os tempos.[carece de fontes?] Apaixona-se por toda garota que vê, em especial oficiais Jenny e enfermeiras Joy. Depois de seu Happiny evoluir para Chansey, ele resolve estudar para ser um Médico Pokémon. Ele reaparece em Kanto junto de Misty para fazer um tour com os novos amigos de Ash de Alola e também os desafia no ginásio de Cerulean. Estes depois são vistos em Alola e aparecem na Escola Pokémon, depois que Misty e Victória trocarem correspondência por cartas. Brock por sua vez viaja junto de seus amigos na fazenda do Kiawe e depois lá veem a Kahuna da ilha Olivia, em que se encanta. Este parece depois querer ficar em Alola por causa de Olivia ou com relação ao futuro de Ash no que diz respeito a Liga Pokémon de Alola. Ele também apareceu como uma silhueta em um flashback em um episódio de Pokémon Jornadas de Mestre, bem como em três episódios de Crônicas de Arceus, além de aparecer ouvindo a uma estação de rádio da Equipe Rocket e assistindo a batalha de Ash contra Leon na final do Campeonato Mundial, ao lado de Cylan, na ocasião usava um jaleco branco. Seu time é formado por Steelix (evoluído de seu conhecido Onix), Geodude, Crobat, Forretress, Ludicolo, Marshtomp, Sudowoodo, Croagunk, Chansey e um Comfey que recebeu da Enfermeira Joy. Ele possuía um Vulpix.
Nos jogos é o primeiro líder de ginásio de Pokémon Red e Blue, especializado em Pokémons de Pedra, e combate com um Onix e um Geodude. Assim como Misty está presente em outros jogos com os outro líderes de Kanto.
- Tracey Sketchit (ケンジ, Kenji)

Dublador: Tomokazu Seki, Ted Lewis (4Kids), Craig Blair (TPCI), Rogério Vieira, Tatá Guarnieri, Vagner Fagundes, Dado Monteiro e Marcos Souza (Brasil), Peter Michael, Pedro Carneiro, Luís Barros (Portugal)
Ele é um Observador Pokémon que gosta de desenhá-los, e, atualmente, é o assistente do Professor Oak. Viajou com Ash e Misty nas Ilhas Laranja. Assistiu na arquibancada, ao lado do Professor Carvalho e da mãe de Ash, Delia Ketchum, a vitória de Ash sob Leon na final do Campeonato da Coroação Mundial.
- May (ハルカ, Haruka)

Dubladora: Kaori Suzuki, Veronica Taylor (4Kids), Michele Knotz (TPCI), Tatiane Keplmair (Brasil), Isabel Ribas e Marta Mota (Portugal)
May é uma garota de 10 anos, filha do líder de ginásio da cidade de Petalburg, Norman, e irmã de Max. Ela conhece Ash Ketchum em Hoenn, como também seu Pikachu que destrói sua bicicleta, porém, não deu muita importância. Depois começa a viajar com ele depois de conseguir seu primeiro Pokémon, Torchic. No começo, ela não gostava de Pokémon, mas passou a gostar depois de se interessar pelos Concursos Pokémon. May gosta de ter Pokémon bonitos e fofos em sua equipe, para participar dos concursos. O primeiro Pokémon que ela capturou foi um Wurmple, que evoluiu para uma Beautifly. Depois de entrar nos concursos, ela ganhou rivais, como Drew (seu principal rival, o qual muitas vezes lhe ajuda e dá conselhos uteis, embora sempre tente a provocar, como também teve uma queda por ele), Harley e Jessie, da Equipe Rocket. May viaja ao lado de Ash, Max e Brock em Hoenn e Kanto, porém, mais tarde, enquanto os amigos decidem ir para Sinnoh, ela resolve continuar a jornada em Johto. No entanto, ela visita Ash, Brock e Dawn em Sinnoh, logo após a Copa do Wallace. Reapareceu pela última vez assistindo a batalha de Ash contra Leon na final do Campeonato Mundial a partir de um telão, torcendo por Ash ao lado de Serena. Ambas usavam trajes usados em torneios de Concursos Pokémon.
Ela é conhecida como a "Princesa de Hoenn", um apelido pelo qual Dawn a chama quando se conhecem. Seu time é formado por Blaziken, Beautifly, Skitty, Venusaur, Munchlax, Wartortle e Glaceon.
- Max (マサト, Masato)

Dublador: Fushigi Yamada, Amy Birnbaum (4Kids), Kayzie Rogers (TPCI), Thiago Keplmair (Brasil), Sandra de Castro, Bárbara Lourenço e Raquel Ferreira (Portugal)
Max é um garoto de 7 anos e é irmão mais novo de May. Ele sonha em ser um treinador Pokémon e, no futuro, ganhar a liga Hoenn. Decide acompanhar Ash, May e Brock em suas jornadas e, mais tarde, resolve voltar para a Cidade de Petalburg, onde, atualmente, ajuda seu pai a cuidar dos Pokémon do ginásio. Apareceu pela última vez ao lado de sua irmã assistindo a batalha final de Ash contra Leon, a partir de um telão.
- Dawn (ヒカリ, Hikari)

Dubladora: Megumi Toyoguchi, Emily Jenness (EUA), Fernanda Bullara, Sofia Manso (Pokémon Grandes Jornadas) (Brasil), Raquel Ferreira e Joana Carvalho (Portugal)
Dawn é uma Coordenadora Pokémon de 10 anos, que viaja ao lado de Ash e Brock em Pokémon: Diamante e Pérola. Ela tem o sonho de se tornar uma grande Coordenadora assim como sua mãe. Dessa forma, ela escolhe Piplup como seu Pokémon inicial e começa sua jornada, com o objetivo de vencer o Grande Festival. Após dar início a sua viagem, ela ajuda o Pikachu de Ash a fugir da Equipe Rocket, mas também tem sua bicicleta destruída, a exemplo de May e Misty. Como uma nativa de Sinnoh, ela explica diversas coisas desconhecidas para Ash e Brock da região, como o popular Pokétch. Embora no começo tenha planejado participar dos concursos em Kanto, ela, no final, decide permanecer em Sinnoh. Assim, Dawn se separa de Ash e Brock. Mais tarde, ela viaja para Hoenn, onde treina para o Grande Festival. Apareceu pela última assistindo na arquibancada a batalha final de Ash contra Leon na final do Campeonato Mundial.
Ela detesta ser chamada de DeeDee (Pikari no original). Seu time é formado por Piplup, Buneary, Pachirisu, Mamoswine, Quilava e Togekiss.
- Íris (アイリス, Airisu, Iris)

Dubladora: Aoi Yūki, Eileen Stevens (EUA), Agatha Paulita, Karina Fonseca (Pokémon Grandes Jornadas) (Brasil), Isabel Queirós (Portugal)
Íris, junto de seu amigo Pokémon, Axew, conheceu Ash, com quem segue jornada pela região de Unova desde então. É atlética e ágil, tendo muito conhecimento sobre florestas e ervas medicinais. Almeja ser uma Mestra de Pokémon tipo Dragão. Por se considerar mais experiente, chama Ash de criança. Tem total pavor de Pokémon tipo Gelo por terem vantagem sobre Pokémon tipo Dragão. Aparece em Pokémon Grandes Jornadas como líder de ginásio e disputa com Ash com o objetivo de confrontar Leon. Ela também é revelada como a nova Campeã da Liga Unova, confirmando que Alder não detém mais o título (tendo-o derrotado fora das telas). Embora ela batalhe bem, ela perde para Ash, fazendo com que sua classificação no Campeonato da Coroação Mundial caia. No entanto, é revelado mais tarde que ela conseguiu se classificar para as  Quartas de Final, na Classe Mestra. Esta também é a primeira vez que Ash vence um campeão regional (embora Íris não perca seu título, como nos jogos). Iris lutou contra Cynthia, que a orientou durante a série Preto e Branco, apenas para perder, embora ela tenha conseguido batalhar bem, deixando uma boa impressão dela. Embora Iris tenha ficado para trás para assistir a partida de Ash contra Steven Stone, ela voltou para casa em Unova, mas conseguiu assistir a batalha de Ash contra Leon em seu tablet.
- Cilan (デント, Dento, Dent)

Dublador: Mamoru Miyano, Jason Griffith (EUA), Alex Minei (Brasil), Pedro Manana (Portugal)
Ex-líder do ginásio Striaton, trabalhava no ginásio com seus irmãos Chili e Cress. Depois de ser derrotado por Ash, Cilan decide viajar com ele para aprender mais sobre seu estilo de batalha e se tornar um melhor Especialista Pokémon (alguém que avalia a compatibilidade entre Pokémon e treinador). Ele faz uma aparição especial no show assistindo ao lado de Brock a vitória de Ash contra Leon pela televisão.
- Serena (セレナ, Serena)

Dubladora: Mayuki Makiguchi, Haven Paschall (EUA), Michelle Giudice, Bruna Laynes (Brasil), Sissi Martins (Portugal)
Serena é uma treinadora Pokémon e amiga de infância de Ash. Eles se conheceram no acampamento de verão do Professor Carvalho na cidade de Pallet. Naquela época, Serena tinha caído e ferido a perna; então, Ash a ajudou e isso fez com que Serena se apaixonasse por ele. Depois de ver Ash na TV e ainda sentir algo por ele, ela decidiu sair de casa e partir em uma jornada com Ash na Região de Kalos. Depois de participar de diversos eventos como o acampamento de verão de Sycamore, ela aprende sobre as apresentações Pokémon e decide se tornar uma artista Pokémon. Com o fim da Classe Mestra na Exibição Pokémon, ela segue Ash até a liga Kalos, onde lá ela descobre de seu real propósito. Paloma então pede a Serena para seguir para Hoenn, para poder participar dos Concursos Pokémon onde ela poderia descobrir sua real vocação como Performer. No dia da despedida no aeroporto, antes de seguir para Hoenn, ela beija Ash e depois o agradece. Ela depois faz uma aparição em Hoenn em que ajuda Koharu a entrar e participar do concurso de Performer e também confronta com Elisia, sobrinha de Wallace. Apareceu pela última vez assistindo ao lado de May a batalha final de Ash contra Leon no Campeonato Mundial a partir de um telão  Ambas usavam trajes usados em torneios de Concursos Pokémon. Ela tem um Delphox, que evoluiu de um Braixen, um Pancham e um Sylveon.
- Clemont (シトロン, Shitoron, Citron)

Dublador: Yūki Kaji, Michael Liscio Jr. (EUA), Bruno Mello, Yan Gesteira (Brasil), André Lourenço (Portugal)
Clemont é um treinador Pokémon da cidade de Lumiose e um dos companheiros de jornada de Ash na região de Kalos. Ele depois assume o posto de líder de ginásio após perder seu Clembô em uma invasão em Kalos pela Equipe Flare. Apareceu pela última vez ao lado de sua irmã assistindo pela televisão a batalha final de Ash contra Leon na final do Campeonato Mundial.
- Bonnie (ユーリカ, Yūrika, Eureka)

Dubladora: Mariya Ise, Alyson Leigh Rosenfeld (EUA), Jussara Marques, Luiza Cezar (Brasil), Vânia Blubird (Portugal)
Bonnie é uma futura treinadora Pokémon e companheira de jornada de Ash na região de Kalos. Ela viaja em Kalos com o Dedenne de seu irmão, Clemont, em uma bolsa e um Zygarde Core que ela apelidou de Geleca. Apareceu pela última vez ao lado de seu irmão assistindo pela televisão a batalha final de Ash contra Leon na final do Campeonato Mundial.
- Alexa (パンジー, Panji, Pansy)

Dubladora: Aya Endō, Jessica Paquet (EUA), Leila Di Castro (Brasil), Sissi Martins (Portugal)
Garota nativa da cidade Lumiose da região de Kalos e irmã mais velha de Viola, líder de ginásio. Ash e seus amigos a conhecem quando estavam indo para Kanto e ela decide acompanhá-los, mas é muito desorganizada e as vezes sempre precisa da ajuda de Gogoat, seu Pokémon. É na verdade uma repórter que faz documentários e filma os tais fatos recentes do dia a dia. A sua equipe é formada por um Noivern, Helioptile e Gogoat. Assistiu a vitória de Ash sob Leon na final do Campeonato Mundial através da televisão, ao lado de Cylan e Brook.
- Lílian (リーリエ, Lillie)

Dubladora: Kei Shindō, Laurie Hymes (EUA), Evie Saide (Brasil), Raquel Pereira (Portugal)
Lillie é uma das alunas da Escola Pokémon da ilha Melemele que faz amizade com Ash. Lillie é uma menina educada e bondosa de uma educação rica que sempre mostra cuidado e preocupação com os outros. Ela tem medo de interagir fisicamente com Pokémon, e tende a congelar sempre que um Pokémon entra em seu espaço pessoal. Apesar de seu medo, Lillie gosta de estudar Pokémon da perspectiva de um pesquisador, e está confortável com estar ao seu redor a uma distância segura. Ela é extremamente conhecedora sobre o comportamento, tipos e antecedentes de espécies Pokémon nativos de Alola e variantes regionais, incluindo deidades guardiãs como Tapu Koko. Seu principal (e único) Pokémon é um Vulpix de Alola, um Pokémon de gelo. Participou da Liga Pokémon de Alola, sendo eliminada nas Oitavas de Final por seu irmão Gladion. Atualmente ela se encontra viajando com a família em jornada tentando encontrar Mauro, pai de Lillie e Gladion, revelado na série Pokémon Jornadas. Apareceu pela última vez ao lado de seus colegas de classe assistindo pela televisão a batalha final de Ash contra Leon na final do Campeonato Mundial.
- Kiawe (カキ, Kaki)

Dublador: Kaito Ishikawa, Marc Swint (EUA), Javier Lorca (dublador latino), Marcos Souza, Kadu Rocha (Brasil), Bernardo Gavina (Portugal)
Entre os alunos da Escola Pokémon da ilha Melemele que se associam com Ash, Kiawe é o mais antigo e mais experiente, sendo o único entre eles a ter eliminado os testes para obter um Z-Ring, ao contrário de Ash, que recebeu o seu diretamente de Tapu Koko. Especializado em Pokémon de fogo, ele possui um Charizard e ele também usa como um meio de transporte, um Turtonator e um Marowak Alolan Form com ambos ele pode desencadear seu Z-Move, Inferno Overdrive. Participou da Liga Pokémon de Alola, sendo eliminado nas Semifinais por Gladion. Apareceu pela última vez ao lado de seus colegas de classe assistindo pela televisão a batalha final de Ash contra Leon na final do Campeonato Mundial.
- Lulú (マオ, Mao, Mallow)

Dubladora: Reina Ueda, Rebecca Soler (EUA), Hannah Buttel (Brasil), Flora Miranda (Portugal)
Lulú é uma das alunas da Escola Pokémon da ilha Melemele que também faz amizade com Ash. Lulú é uma menina alegre e simpática que se dá bem com seus colegas na Escola Pokémon. Ela admite-se a ser tão enérgica que às vezes falta detalhes importantes e salta para as conclusões erradas. Ela é mostrada para ter uma firme sensação de certo e errado. Muito parecida com Brock, Cilan e Clemont, ela também é uma talentosa cozinheira para as pessoas e Pokémon, e é uma autoproclamada garota-propaganda no restaurante da sua família. Ela é especialista em Pokémon do tipo grama, sendo que seu principal Pokémon é uma Tsareena. Participou da Liga Pokémon de Alola, sendo eliminada nas Oitavas de Final por Victória. Ela possuía um Shaymin. Apareceu pela última vez ao lado de seus colegas de classe assistindo pela televisão a batalha final de Ash contra Leon na final do Campeonato Mundial.
- Victória (スイレン, Suiren, Lana)

Dubladora: Hitomi Kikuchi, Rosie Reyes (EUA), Tais Feijó (Brasil), Isabel Queirós (Portugal)
Victória é uma das alunas da Escola Pokémon da ilha Melemele, primeira pessoa que faz amizade com Ash. Victória é uma menina calma e gentil que se importa profundamente com os Pokémon, particularmente os tipo água que habitam o mar. Como tal, ela gosta de muitas atividades marítimas, como a pesca, enquanto cavalga no Lapras. Embora sincera na maioria das vezes, ela também tem um lado divertido, muitas vezes fazendo piadas ultrajantes. Ela também é mostrada para se agravar e nervosa ao lidar com suas irmãs mais novas e indisciplinadas. Ela é altamente protetora de seu Pokémon se for perigo. Seu principal Pokémon é uma Primarina. Participou da Liga Pokémon de Alola, sendo eliminada nas Quartas de Final por Guzma. Apareceu pela última vez ao lado de seus colegas de classe assistindo pela televisão a batalha final de Ash contra Leon na final do Campeonato Mundial.
- Chris (マーマネ, Mamane, Sophocles)

Dublador: Fumiko Takekuma, Alyson Leigh Rosenfeld (EUA), Patrizia Mottola (Itália), Chelo Molina (dublador latino), Rafael Mezadri (Brasil), Isabel Nunes (Portugal)
Chris é um dos alunos da Escola Pokémon da ilha Melemele que faz amizade com Ash. Chris é um rapazinho inteligente com uma habilidade para inventar dispositivos e máquinas úteis. Ele também é um treinador qualificado de Pokémon tipo elétrico, muitas vezes usá-los para alimentar suas invenções. Embora às vezes rude e propenso a absorver-se em suas atividades tecnológicas, ele é amigável e muito se importa com seus Pokémon e colegas de classe. Seu principal Pokémon é um Vikavolt. Participou da Liga Pokémon de Alola, sendo eliminado nas Quartas de Final por Kiawe. Apareceu pela última vez ao lado de seus colegas de classe assistindo pela televisão a batalha final de Ash contra Leon na final do Campeonato Mundial.
- Rotomdex (ロトム図鑑, Enciclopédia Ilustrativa Rotom)

Dublador: Daisuke Namikawa, Roger Callagy (EUA), Stefano Pozzi (Itália), Rolando de la Fuente (dublador latino), Raphael Rossatto (Brasil)
Nogueira (Kukui) presenteia Ash com uma Pokedex diferente, contudo apenas funcionaria se fosse carregado usando o Rotom. Depois de Rotom carregar a Poke-agenda de Ash, este depois se apresenta como Rotomdex ou Rotom. Com sua habilidade de tirar fotos e selfies, possui parte de todo conhecimento armazenado e capaz de ajudar Ash em todo conhecimento Pokémon, como também possui a capacidade de imitar qualquer tipo de voz como a de Ash e reproduzir vídeos.  Ele também é fã de Luiz (Luke), um seriado de investigação e também possui uma peruca. Apareceu pela última vez ao lado dos estudantes da Escola Pokémon de Alola assistindo pela televisão a batalha final de Ash contra Leon na final do Campeonato Mundial.
- Goh[10] (ゴウ, Go)

Dublador: Daiki Yamashita, Kei Shindō (criança), Zeno Robinson (EUA), Renan Vidal (Brasil)
Goh aparece na série Pokémon 2019. Na sua infância ele teve um contato com Mew e tem sido sua meta para capturá-lo. A princípio, ele nomeou como sua primeira captura, mas muda de ideia e teria que capturar uma variedade de Pokémons para poder chegar até Mew. Sua primeira captura foi um Scorbunny. Enquanto Goh fica em suas capturas de Pokémons, Ash que tinha feito amizade com Goh duela com outros treinadores para melhorar no ranking para enfrentar Leon (Dande). Assistiu a vitória de Ash contra Leon no Campeonato Mundial através de uma televisão, na ocasião Goh estava acompanhado de uma equipe de treinadores que estavam em jornada para encontrar Mew numa ilha distante.
- Chloe Cerejeira (サクラギ・コハル, Sakuragi Koharu, Koharu Sakuragi)

Dubladora: Kana Hanazawa, Cherami Leigh (EUA), Gabriela Medeiros (Brasil)
Chloe é amiga de infância de Goh e filha do Prof. Cerejeira (Sakuragi) em Pokémon 2019. Apesar de saber como é Goh, esta possui uma expressão fria, mas com o tempo depois passa a mudar de expressão, mesmo depois de sua convivência com Goh e Ash. Seu Pokémon é um Yamper e depois um Eevee.

## Rivais

### Ash
Gary Carvalho (オーキド・シゲル, Shigeru Ōkido, Gary Oak)
Dublador: Yuko Kobayashi, Jimmy Zoppi (EUA), Rodrigo Andreatto, Gabriel Noya e Raphael Ferreira, Cid Fernandes (Pokémon Grandes Jornadas) (Brasil), Peter Michael, Rui de Sá, João Vaz, Pedro Manana (Portugal)
Rival de infância de Ash. Em Johto, Ash o derrotou na Liga e se tornaram amigos. Gary se tornou um pesquisador como o avô, o Professor Carvalho, e trabalha com pesquisas Pokémon em Kanto, Johto e Sinnoh. Em Pokémon Grandes Jornadas ele vira rival de Goh no projeto Mew.
Ritchie (ヒロシ, Hiroshi)
Dublador: Minami Takayama, Tara Jayne (EUA), Alex Wendel e Thiago Longo (Brasil), Helena Montez, Raquel Ferreira (Portugal)
Um jovem treinador que participa da Liga Pokémon de Indigo. É similar a Ash em quase tudo (mesmo Pokémon) e se tornam amigos rapidamente. Mais tarde, ajuda a desvendar o caso do desaparecimento do Professor Carvalho, entre outras aventuras próprias em Kanto.
Vicent ou Jackcson (ジュンイチ, Jun'ichi)
Dublador: Daisuke Sakaguchi, Anthony Salerno como Jackson e Kevin Kolack como Vicent (EUA), Francisco Freitas (Brasil), Luís Barros (Portugal)
Nativo de Johto, competiu com Ash na liga Johto e acabou empatando com ele. Em um duelo com Macey, por causa de uma atrapalhada dele, ele acaba sendo derrotado.
Harrison (ハヅキ, Hazuki)
Dublador: Katsumi Toriumi, Wayne Grayson (EUA), Wendel Bezerra e Thiago Longo (Brasil), João Vaz (Portugal)
Rival de Ash na Liga Johto. Veio da região de Hoenn, mas foi para Johto para participar do campeonato. Posteriormente, ajuda Ash a recuperar a tocha da Liga Johto e se enfrentam na competição. Derrota Ash, porém acaba ficando em segunda lugar na Liga. Assim, decide continuar treinando para a Liga Índigo.
Morrison (マサムネ, Masamune)
Dublador: Masako Nozawa, Sean Schemmel (EUA), Vagner Fagundes, Dado Monteiro (Brasil), João Vaz (Portugal)
Rival de Ash na Liga Hoenn. Cria um vínculo com Ash e se tornam bons amigos, o que atrapalhou seu julgamento, quando os dois se enfrentaram na Liga, mas logo superou. Mesmo derrotado, Morrison permanece torcendo por Ash na competição.
Tyson (テツヤ, Tetsuya)
Dublador: Kenji Nojima, Marc Diraison (EUA), Nestor Chiesse (Brasil), Luís Barros (Portugal)
Tyson é um treinador originalmente da Cidade Mauville. Ele apareceu pela primeira vez no episódio "De Meowth para uma Chama", onde ajudou Ash e seus amigos a derrotar a Equipe Rocket, usando o Metagross. Meowth é o seu Pokémon principal, visto trajando um chapéu e botas. Mais tarde, ele lutou contra Ash na liga Hoenn e ganhou.
Paul (シンジ, Shinji)
Dublador: Kiyotaka Furushima, Julián Rebolledo (EUA), Gabriel Noya (Brasil), Pedro Cardoso, Mário Santos (Portugal)
Vindo da Cidade Veilstone em Sinnoh. Ele não gosta de Pokémon fracos e tem o hábito de libertá-los, caso não sejam fortes o suficiente. É o oposto de Ash, já o tendo derrotado inúmeras vezes e de forma quase brutal. Sua obsessão por força vem de seu irmão, Reggie, ter perdido para Brandon. Continua interessado no poder oculto do Chimchar que abandonou e que agora é de Ash, estando hoje no Laboratório do Professor Carvalho. Tem muitos Pokémon fortes e diz que Torterra já o ajudou a ser campeão de uma Liga. Ele é derrotado na Liga Sinnoh por Ash.
Barry (ジュン, Jun)
Dublador: Tatsuhisa Suzuki, Jamie McGonnigal (EUA), Thiago Longo (Brasil), Pedro Manana (Portugal)
Um garoto energético e apressado de Twinleaf. Ash o encontra pouco antes de desafiar o líder do ginásio de Hearthome. Ao ver que Ash conseguiu derrotá-la antes dele, vai para a Ilha Iron, procurando treinar seus Pokémon para ter uma revanche contra Fantina. Ele é um grande fã de Paul e o idolatra. Considera-se mais forte que Ash, embora o garoto já o tenha derrotado muitas vezes.
Nando (ナオシ, Naoshi)
Dublador: Kazuya Nakai, Billy Regan (EUA), Rodrigo Araújo (Brasil), Pedro Carneiro, Ivo Bastos (Portugal)
Um Coordenador e Treinador Pokémon que adora música e sempre anda com uma harpa em forma de um Mew. Compete tanto com Ash quanto com Dawn.
Conway (こへｙ, Kohei)
Dublador: Kōzō Mito, Billy Regan (EUA), Maximilian Belle (Alemanha), Roberto Cuenca Rodríguez Jr. (Espanha), Pedro Cardoso, Pedro Manana (Portugal)
Dublador italiano: Federico Zanandrea (DP050-DP052), Renato Novara (DP088-DP091) e Davide Albano (DP182-DP185)
Dublador latino-ammericano: Irwin Dayaán (DP050-DP052, DP182 até o atual), Gabriel Ortiz (DP088-DP091)
Dublador brasileiro: Thiago Longo (DP050-DP052), Ricardo Sawaya (DP088-DP091) e Silvio Giraldi (DP182-DP185)
Apareceu na batalha em duplas quando fez dupla com Dawn e Ash com Paul. Em seguida participa de uma gincana quando compete com Ash e Dawn em que desenvolve uma fixação por Dawn. Na liga Pokémon, usa o movimento Sala de Truques, mas no final é derrotado pelo Gible de Ash.
Trip (シューティー, Shūtī, Shooty)
Dublador: Akeno Watanabe, Jamie McGonnigal (EUA), Felipe Zilse (Brasil), Egdard Fernandes (Portugal)
Um treinador iniciante e primeiro rival de Ash em Unova. Assim como Todd em Kanto, possui o hábito de tirar fotos, mas para documentar sua jornada. Pikachu foi derrotado pelo Snivy de Trip por estar impossibilitado de usar movimentos Elétricos graças a Zekrom. Graças a isso, Trip faz pouco caso de Ash como treinador. Vive falando sobre o "básico" do treinamento Pokémon e é fã de Alder. É derrotado por Cilan no Torneio de Batalha do Clube em Nimbasa Town. Teve sua primeira luta com Ash em sua primeira luta na liga Pokémon, Serperior contra Pikachu, mas Trip é derrotado. Trip decide treinar para poder enfrentar Alder e se despede de Ash.
Stephan (ケニヤン, Keniyan, Kenyan)
Dublador: Tomohiro Waki, Darren Dunstan (EUA), Dado Monteiro (Brasil), Ivo Bastos (Portugal)
Se conheceram quando Blitzle e Oshawott batalham e quando Oshawott perde sua concha. Agora em sua revanche, Oshawott batalha usando sua concha grande criada pelo Dwebble de Cilan. Embora Oshawott tenha perdido sua concha, Oshawott derrota o Blitzle de Stephan e agora Ash e Stephan se dão bem. Depois, ele reaparece no Torneio Batalha do Clube e mostra que seu Blitzle evoluiu para Zebstrika. Durante a série, seu nome é sempre pronunciado errado por todos, o que ele detesta. É derrotado por Íris no Torneio Batalha do Clube em Nimbasa Town. Já batalhou com Ash na liga Pokémon e é derrotado. Também dá apoio ao Ash na liga Pokémon na batalha contra Cameron.
Cameron (コテツ, Kotetsu)
Dublador: Kōki Uchiyama, Rory Max Kaplan (EUA), Erick Bougleux e Daniel Figueira (Brasil), André Lourenço (Portugal)
Um garoto bastante enérgico. Seu parceiro é um Riolu que evolui para Lucario.
Virgil (バージル, Bazil, Virgil)
Dublador: Yūki Kaji, Tom Wayland (EUA), Silas Borges (Brasil), Luís Araújo (Portugal)
Fazendeiro que vive para ajudar pessoas num grupo de resgate. Todos os Pokémon que possui são todas as evoluções de Eevee.
Bianca (ベル, Beru, Belle, Bel)
Dubladora: Shizuka Itō, Bella Hudson (EUA), Priscila Ferreira (Brasil), Joana Carvalho (Portugal)
Uma garota caseira de Unova, que nunca vivenciou ter batalhas pelo mundo, por causa do pai. Quando ela e Ash se conheceram, ela aparece a pedido da professora Juniper para entregar um Estojo de Insígnias a Ash e começar sua própria jornada. Mesmo sendo mais velha e novata, conseguiu duas insígnias usando apenas seu inicial, Pignite. Sua personalidade é um pouco parecida com a de Barry, mas Bianca é mais desorganizada, curiosa e mesmo intrometida. Mesmo sendo rivais e com a diferença de idade, Ash se dá melhor com Bianca que com Trip. Em alguns encontros, é sempre a Bianca que derruba Ash, que a faz se desculpar diversas vezes. Ama Pokémon fofinhos, essa apegação que a faz capturar Minccino, mas sua mania fez com que perseguisse a Emolga de Íris e até mesmo a Zorua de Luke.
Dino (ぢの, Dino)
Dublador: Shin'ichirō Miki, Tom Wayland (EUA), Waldemar Barwiński (Polônia), Luis Fernando Orozco (Latino-Americano), Fábio Lucindo e Rodrigo Araújo (Brasil)
Dublador espanhol: José Escobosa (BW039), Eduardo del Hoyo (BW041)
Torna-se rival de Ash desde o Don Battle, mas acaba sendo derrotado por Ash. Acaba sendo derrotado por Virgil na liga Unova.
Rodney (ユキヤ, Yukiya)
Dublador: Subaru Kimura, Sean Schemmel (EUA) e Fábio Campos (Brasil)
Dublador espanhol: Jorge Saudinós
Torna-se rival de Ash desde o Torneio de Sumô. Sua aparência é como de um Samurai, assim como Morrison. Enfrentou Ash mas acaba sendo derrotado. Ash faz amizade com ele, mesmo tendo sido derrotado.
Sawyer (ショータ, Shōta)
Dublador: Ikue Ohtani, Robby Duncan Sharpe (EUA), Raphael Ferreira e Matheus Perissé (Brasil), Manuel Tur (Portugal)
Ele é o garoto que desafiou Clemont no ginásio Lumiose e toma notas em seu caderninho de sua experiência. Ele depois o revê e conhece Ash, que depois tem uma batalha. Seu principal Pokémon é um Sceptille. Como Alain, ele também possui uma Pedra Chave e uma Mega Pedra.
Tierno (ティエルノ)
Dublador: Marcus Pejon e Wirley Contaifer (Brasil), Ivo Bastos (Portugal)
Ele conheceu Ash e companhia num acampamento de verão e também chega a batalhar com Ash. Seu hobbie é batalhar usando ritmos de dança. Seu principal Pokémon é o Blastoise.
Trevor (トロバ, Trova)
Dublador: Lucas Gama e João Victor Granja (Brasil), Teresa Arcanjo (Portugal)
Ele é companheiro de Tierno e conheceu Ash e companhia num acampamento de verão. Seu hobbie é tirar fotos. Chegou na liga Pokémon, mas é derrotado por Alain. Assim como Alain, seu Pokémon é um Charizard. Também possui uma Pedra Chave e uma Mega Pedra.
Hibi (ハウ, Hau)
Dublador: Jun Fukuyama, Neo Cihi (EUA), Gustavo Nader (Brasil)
Hau é um garoto bondoso que, ao contrário de outros rivais, não humilha seus oponentes. Ele é neto do Kahuna da ilha Melemele, Hala (Pandam na dublagem brasileira). Hau saiu de Alola por algum tempo, mas voltou com seu pai para enfrentar o Desafio da Ilha. Possui um Raichu de Alola e também um Decidueye. Participou da Liga Pokémon de Alola, sendo eliminado por Ash nas Quartas de Final. Seu nome na versão brasileira foi adaptado para Hibi.
Gladio (グラジオ, Gurajio, Gladion)
Dublador: Nobuhiko Okamoto, Eddy Lee, Lori Phillips (criança, EUA), Alexandre Drummond, Cadu Paschoal (Brasil)
Gladion é o rival de Ash na região de Alola. Ele também é irmão de Lilian e é um treinador sério e calmo, que procura encontrar oponentes dignos nas batalhas Pokémon. Ele é um "lobo solitário" que evita encontrar-se com sua irmã porque seu estilo de luta parece um pouco nervoso e cruel. Apesar disso, ele é notado por outros como ainda tendo um comportamento gentil mostrado quando diz à irmã para cuidar de seus Pokémon. Seus Pokémon são Umbreon, Lycanroc, Zoroark, Silvally e o Zoroak, de seu pai. Participou da Liga Pokémon de Alola, sendo eliminado por Ash na Final da Liga, sendo o vice-campeão da Liga Alola. Apareceu pela última vez ao lado de seus colegas de classe assistindo pela televisão a batalha final de Ash contra Leon na final do Campeonato Mundial. Seu nome na versão brasileira não leva n no final.
Renan (リント, Rinto)
Dublado por: Kōhei Amasaki (japonês); Khoi Dao (Inglês)
Renan é um treinador cujo principal parceiro Pokémon é Gallade, além de competidor do Campeonato Mundial da Coroação Mundial. Ele apareceu pela primeira vez na série onde observa Ash e seu Farfetch'd lutando contra Dozer e seu Gurdurr em uma batalha oficial da Coroação Mundial Pokémon no Túnel de Rocha. Depois que Ash saiu vitorioso, Renan percebeu que o Farfetch'd de Ash, embora poderoso, era muito imprudente. Enquanto Farfetch'd tentou lutar contra Gallade, Gallade evitou todos os ataques e o derrotou com False Swipe. Renan diz a Ash que eles lutarão novamente quando Ash e Farfetch'd estiverem em sincronia. Algum tempo depois, depois de Ash treinar seu Farfetch'd, ele encontra Renan novamente e é desafiado para uma batalha oficial do Campeonato da Coroação Mundial. Acontece que no primeiro encontro Renan tinha entrado recentemente e estava na Classe Normal, enquanto Ash estava na Classe Grande, por isso Ash não recebeu uma notificação da batalha da Coroação Mundial. Apesar de Gallade ativar sua habilidade Justiceiro e cortar o alho-poró de Farfetch'd pela metade, Renan perde para o recém-evoluído Sirfetch'd de Ash. Rinto admite que ainda tem muito que aprender na batalha.
Marine (マリィ, Mari, Mary)
Dublado por: Yui Ogura (japonês); Hayden Daviau (Inglês)
Marine é a irmã mais nova do líder de ginásio da região de Galar Pietro, que assim como seu irmão é especialista em Pokémon do tipo Noturno, além de competidora do Campeonato Mundial da Coroação Mundial.  Como nos jogos, ela é a ídolo da Equipe Yell e Morpeko é seu melhor amigo e principal Pokémon. Porém, no anime, Grimmsnarl é confirmado por Pietro como seu verdadeiro ás. Ela apareceu pela primeira vez como a próxima oponente de Ash em uma partida da Classe Ultra. A equipe Yell, no entanto, tentou enganar Ash afirmando que a partida seria no ginásio de Pietro para que Marine vencesse por w.o, no entanto, Pietro conseguiu acertar Ash na hora certa para sua batalha, enquanto Marine esperava. Marine quer enfrentá-lo adequadamente para provar que Spikemuth pode ter oponentes mais difíceis para enfrentar em Galar, em vez de vencer por w.o. Ela repreendeu abertamente a Equipe Yell por suas ações assim que Ash revelou a verdade para ela. A motivação de Marine para ser campeã era tornar sua cidade natal mais popular novamente. Embora ela lute bem, ela perde a partida para Ash. Mesmo assim, ela e Piers parabenizam Ash pela vitória. Seu desempenho em batalha convenceu os visitantes a visitar Spikemuth, trazendo assim de volta a vida à sua dilapidada cidade natal. Ela, junto com Piers e Equupe Yell, mais tarde assistiram a batalha de Ash com Leon.

### May
Drew (シュウ, Shū)
Dublador: Mitsuki Saiga, Pete Zarustica (4Kids), Bill Rogers (TPCI), Thiago Longo (Brasil), João Vaz, Tiago Caetano (Portugal)
Um Coordenador Pokémon experiente e bastante popular na região de Hoenn. Ele é um dos rivais de May. May aparenta gostar de Drew
Harley (ハーリー, Hārī)
Dublador: Jun'ichi Kanemaru, Andrew Rannells (4Kids), Billy Regan (TPCI), Marcelo Campos e Dado Monteiro (Brasil), João Vaz, Miguel Teixeira (Portugal)
Um Coordenador Pokémon que compete com May nos concursos. Tem uma personalidade maquiavélica e usa de muitas armações para desorientar May. Além disso, tem um jeito afeminado e está sempre fantasiado de Cacturne, seu Pokémon preferido. Continua a ser rival dela em Johto.
Robert (ロバート, Robāto)
Dublador: Katsuyuki Konishi, Sean Schemmel (EUA), Tatá Guarnieri (Brasil), Rui Quintas (Portugal)
Dublador latino-americano: Eduardo del Hoyo (AG035) e Juan Antonio García Sainz de la Maza (AG123)
Um Coordenador Pokémon que compete com May nos concursos na região Hoenn e também o primeiro rival de May. Consegue derrotar May, embora May tenha participado de seu primeiro Contest, se torna campeão do Contest de Hoenn. Ajudou o Snorunt de Ash a evoluir num Glalie.
Solidad (沙織, Saori)
Dubladora: Rie Tanaka, Sarah Natochenny (EUA), Cristina Hernández (latino-americano), Gilmara Sanches (Brasil), Ana Madureira (Portugal)
Uma Coordenadora Pokémon que compete com May nos concursos na região Kanto e nativa da cidade de Pewter. Já confrontou Drew e o fez chorar. O mesmo fez com May. Atualmente vive em Johto.

### Dawn
Zoey (ノゾミ, Nozomi)
Dubladora: Risa Hayamizu, Elisabeth Morinelli (EUA), Luciana Baroli (Brasil), Sandra de Castro, Isabel Queirós (Portugal)
Nasceu na cidade de Snowpoint City, na região de Sinnoh. A princípio, acha que Ginásios e Concursos não deviam se misturar, mas, com o tempo, muda de mentalidade. Foi a responsável pela troca de Aipom e Buizel e, mesmo sendo uma rival, é uma boa amiga e conselheira para Dawn.
Nando (ナオシ, Naoshi)
Dublador: Kazuya Nakai, Billy Regan (EUA), Rodrigo Araújo (Brasil), Ivo Bastos (Portugal)
Um Coordenador e Treinador Pokémon que adora música e sempre anda com uma harpa em forma de um Mew. Compete tanto com Ash quanto com Dawn.
Kenny (ケンゴ, Kengo)
Dublador: Yūko Mita, Rhonda Krempa (EUA), Pedro Alcântara e Erick Bougleux (Vencedores da Liga Sinnoh, Brasil), Pedro Cardoso, Isabel Nunes (Portugal)
Nasceu na cidade de Twinleaf Town, no continente de Sinnoh. Ele estudou junto com Dawn e, atualmente, é um Coordenador Pokémon em jornada. Mesmo sendo amigos de infância, parece gostar de Dawn.
Ursula (ウララ, Urara)
Dubladora: Ayako Kawasumi, Melisa Schroenburg (EUA), Letícia Quinto (Brasil), Marta Mota (Portugal)
Na copa Wallace, ela foi eliminada na primeira fase, enquanto Dawn foi a campeã. A partir daí, desenvolve uma rivalidade com ela, usando de todos os meios possíveis para derrotá-la.

### Cilan
Burgundy (カベルネ, Kaberune, Cabernet)
Dubladora: Ikumi Hayama, Suzy Myers (EUA), Tatiane Keplmair (Brasil), Rute Pimenta (Portugal)
Enfrentou Cilan na cidade Striaton e foi "terrivelmente" derrotada. Treina para ser uma Connoisseur, mas descobre que Cilan partiu em jornada junto de Ash e Iris. Batalha com Cilan e é novamente derrotada, mas promete subir até o nível de uma Connoiseur Rank-S e vencer Cilan em seu próximo reencontro. Tem uma personalidade convencida e exagerada. Enfrentou Ash na Batalha do Clube e foi derrotada. Acaba sendo derrotada por Trip sem muito esforço na Copa Junior.
Ricard Nouveau (ピノ·ノワール, Pino· nowāru, Pinot Noir)
Conheceu Cilan quando estavam tentando definir um Pokémon inicial para uma menina, que se assemelha a um personagem de Popolocrois. Cilan e Ricard batalha e Cilan o derrota. Em seguida resolvem o problema do Pokémon inicial da menina.

### Íris
Georgia (ラングレー, Rangurē, Langley)
Dubladora: Misato Fukuen, Brittney Lee Hamilton (EUA), Andressa Andreatto (Brasil), Isabel Nunes (Portugal)
Afirma ser uma Destruidora de Dragões. Após ser derrotada por alguém da terra natal de Íris, a Aldeia dos Dragões, procura derrotar todos os treinadores que utilizam esse tipo. Ela acha que pode rivalizar com qualquer Pokémon tipo Dragão. Seu Pokémon principal é Beartic, um Pokémon tipo Gelo, tipo que Íris tanto detesta. É derrotada por Ash no Torneio Batalha do Clube em Nimbasa Town. Já enfrentou Íris na Copa Junior, mas é derrotada pelo Dragonite de Íris, sendo que seu Dragonite não a obedecia.

### Serena
Miette (ミルフィ, Mielfie)
Dubladora: Saori Hayashi e Kei Shindō, Maggie McDowell (EUA), Hannah Buttel (Brasil), Isabel Queirós (Portugal)
Eles a conheceram, em que Serena logo desenvolve uma rivalidade no intuito de querer a atenção por Ash. Ela disputa com Serena no intuito de ser Rainha de Kalos, mas acaba perdendo.
Nini (ネネ, Nene)
Dubladora: Motoko Kumai, Jenny Emm (EUA), Carol Kapfer (Brasil), Rute Pimenta (Portugal)
Se conheceram quando Nini estava treinando performance com seus Pokémon. Sua Smoochum parece gostar muito do Pamchan de Serena. Também compete no intuito de ser Rainha de Kalos, mas acaba perdendo.
Shauna (サナ, Sana)
Dubladora: Yurie Kobori, Jo Armeniox (EUA), Flávia Narciso, Helena Palomanes (Brasil), Marta Mota (Portugal)
Ela é companheira de Tierno e Trevor e conheceu Ash e companhia num acampamento de verão. Já competiu com Serena e deu a ideia a Serena de se tornar uma Performer. Competiu com Serena no intuito de ser Rainha de Kalos, mas acaba perdendo.
Elisia (ルチア, Lutia, Lisia)
Dubladora: Ayana Taketatsu
Ela apareceu num telão fazendo entrevista em Hoenn e convida Koharu para participar do concurso de Performer. Ela é sobrinha do Wallace. Ela compete com Serena e Koharu, mas Koharu perde e ela empata com Serena. Na versão brasileira é adicionado um "e" no início da palavra, não confundir com a personagem do seriado Os Simpsons, como o nome Lisa.
Aria (エル, Elle)
Dubladora: Marina Inoue, Lindsay Sheppard e Eileen Stevens (EUA), Joana Carvalho (Portugal)
Conheceu Serena quando tentava fugir dos Paparazzi, quando estava disfarçada. Ela passa a Serena o verdadeiro significado de ser uma Performer. Ela é conhecida como Rainha de Kalos. Ela compete com Serena e consegue conquistar seu título de Rainha de Kalos.

### Chris
Horacio (ハヤテ, Hayate)
Dublador: Nozomu Sasaki, Sam Black (EUA)
Ele é rival do Chris nas competições de Charjabug e Vikavolt, não confundir com o Horacio personagem fictício do Maurício de Souza da Turma da Mônica.

## Professores
Professor Samuel Carvalho (オーキド博士, Yukinari Ōkido-hakase, Professor Yukinari Ōkido, Professor Samuel Oak)
Dublador: Unshō Ishizuka, Stuart Zagnit (4Kids), Carter Cathcart (TPCi), Wellington Lima, Dráusio de Oliveira, Carlos Seidl, Hélio Ribeiro e Júlio Chaves (Brasil), Rui Luís Brás, Rui Quintas, Ivo Bastos (Portugal)
O professor da região de Kanto. Estudioso de Pokémon de Pallet Town, ele entrega aos novos treinadores um de seus Pokémon (Bulbasaur, Charmander ou Squirtle) e foi ele quem entregou o Pikachu para Ash. Cuida de todos os Pokémon de Ash que não estão com ele. Seus estudos e pesquisas em sua maioria se concentra em como os seres humanos e Pokémon interagem uns com os outros.
Professora Felina Ivy (ウチキド博士, Uchikido-hakase, Professora Uchikido, Professora Philena Ivy)
Dubladora: Keiko Han, Kayzie Rogers (EUA), Fátima Noya e Mabel Cezar (Brasil), Sandra de Castro (Portugal)
Professora da região das Ilhas Laranja. É especialista nas diferenças regionais na fisiologia dos Pokémon. Aparentemente Brock se apaixonou por ela, até ele levar um fora. Ivy em inglês significa "erva".
Professor Elm (ウツギ博士, Utsugi-hakase, Professor Utsugi)
Dublador: Kazuhiko Inoue, Nathan Price (EUA), Fadu Costha (Brasil), Pedro Carneiro (Portugal)
O professor da região de Johto. É um antigo aluno do Professor Carvalho e faz a distribuição dos Pokémon Iniciais (Chikorita, Cyndaquil ou Totodile) em New Bark Town. Não gosta do Prof. Carvalho, pois ele o reprovou em uma prova sobre Pokémon. Professor Elm se considera especialista no estudo de habilidades incomuns de Pokémon. Ele também é especialista em reprodução dos Pokémon, e é creditado com a descoberta de ovos de Pokémon. Elm em inglês significa "olmo ou "ulmeiro", um tipo de árvore.
Professor Birch (オダマキ博士, Odamaki-hakase, Professor Odamaki)
Dublador: Fumihiko Tachiki, Dan Green (EUA), José Parisi Jr. (Brasil), João Vaz (Portugal)
O professor da região de Hoenn. Distribui Pokémon Iniciais (Treecko, Torchic ou Mudkip) em Littleroot Town. Dá o Pokémon Inicial a May, filha de Norman, amigo de infância dele. Ele é especialista em habitats e distribuição de Pokémon. Birch gosta de pesquisar os Pokémon agindo como um, por acreditar que é mais fácil saber o que eles estão sentindo naquele momento. Birch em inglês significa bétula, uma espécie de árvore.
Professor Sorveira (ナナカマド博士, Nanakamado-hakase, Professor Nanakamado)
Dublador: Iemasa Kayumi, Craig Blair (EUA), Guilherme Lopes, Gileno Sandoro (Brasil), Luís Barros, Jorge Mota, Rodrigo Santos (Portugal)
O professor da região de Sinnoh. Distribui Pokémon Iniciais (Turtwig, Chimchar ou Piplup) em Sandgem Town. A especialidade de Sorveira é a evolução dos Pokémon e um dos maiores mistérios que ele gostaria de resolver é porque os Pokémon lendários não evoluem. Em suas primeiras aparições era chamado de Professor Rowan, no entanto depois a dublagem brasileira do anime passou ao chamar de Professor Sorveira.
Professora Aurea Juniper (アララギ博士, Araragi-Hakase, Professora Araragi)
Dubladora: Naomi Shindō, Khristine Hvam (EUA), Márcia Regina (Brasil), Joana Carvalho (Portugal)
A professora da região de Unova. Distribui Pokémon Iniciais (Snivy, Tepig ou Oshawott) em Nuvema Town. Ela é especialista nas origens do Pokémon. Juniper em inglês significa "junípero", um tipo de árvore.
Professora Fennel (マコモ 博士, Makomo-Hakase, Professora Makomo)
Dubladora: Maria Kawamura, Therese Plummer (EUA), Tatiane Keplmair (Brasil)
A professora da região de Unova e assistente da professora Juniper que estuda os sonhos dos Pokémon. Seus Pokémon são um Munna e um Musharna.
Professor Cedric Juniper (アララギ博士, Araragi-Hakase, Professor Araragi)
Dublador: Ken'yū Horiuchi, Stuart Zagnit (EUA), Rodrigo Araújo (Brasil), Mário Santos (Portugal)
Ele é pai de Juniper e estuda escavações antigas. Possui o hábito de fazer redundancias, não diz coisa com coisa.
Professor Augustine Sicômoro (プラターヌ博士, Platane-Hakase, Professor Platane, Professor Augustine Sycamore)
Dublador: Hiroshi Tsuchida, Jake Paque (EUA), Douglas Guedes, Wirley Contaifer (Brasil), Luís Araújo (Portugal)
O professor da região de Kalos. Sua especialidade é a Mega Evolução.
Professor Gabriel Carvalho (ナリヤ・オーキド, Nariya Ōkido-Hakase, Professor Nariya Ōkido) Professor Samson Oak
Dublador: Unshō Ishizuka, Marc Thompson (EUA), Júlio Chaves (Brasil), Rui Oliveira (Portugal)
O professor da região de Alola, e é diretor da Escola Pokémon. É primo do Professor Carvalho e seu principal Pokémon é um Exeggutor de Alola. Participou da Liga Pokémon de Alola, sendo eliminado por Hau nas Oitavas de Final.
Professor Nogueira (ククイ博士, Kukui-Hakase, Professor Kukui)
Dublador: Keiichi Nakagawa, Juan Antonio García Sainz de la Maza (dublador latino), Abe Goldfarb (EUA), Cláudio Galvan (Brasil), Pedro Frias (Portugal)
É o outro professor da região de Alola. Sua área de especialização é nos Movimentos Pokémon e é conhecido por levar ataques diretos a partir deles, já que acha que pode aprender algo com isso. Faz lutas de vale-tudo com seu parceiro Incineroar (Pokémon visto primeiramente no filme Pokémon Eu Escolho Você) como Royal Mascarado secretamente sem que os outros percebam, como também seus alunos e sua esposa Burnet.
Professora Bruna (バーネット博士, Burnet-Hakase, Professora Burnet)
Dubladora: Sachi Kokuryū, Melissa Hope (EUA), Flavia Fontenelle (Brasil)
Bruna na dublagem brasileira e Burnet nas demais versões. Ela apareceu pela primeira vez na televisão, tendo ganho o prêmio "Mulher do Ano em Alola " e sendo considerada a primeira pesquisadora ativa a vencer. Mais tarde, ela foi vista investigando o Altar do Sol ao lado de Lusamine (Samina da dublagem brasileira), Wicke (Lara na dublagem brasileira) e Faba (Sauboh na dublagem original e Fábio na dublagem brasileira), devido a Ultra Aura ser detectada a partir daquele local. Depois de retornar de mãos vazias para a Fundação Aether, outra assinatura de Ultra Aura foi detectada na Ilha Melemele, a fonte sendo Nebulino (Nebby em outra dublagem e Hoshigumo na dublagem original). Como resultado, a professora Burnet e os outros foram para a casa do professor Nogueira. Lá, ela foi apresentada a Ash e lhe contou sobre a lenda dos Ultra Beasts e a possibilidade de Nebulino ser um deles. Conheceu os outros colegas de classe de Ash pela primeira vez. Burnet ficou na casa do professor Nogueira para uma festa do pijama. Enquanto passava tempo juntos, ela começou a se relacionar com Nogueira. Após os eventos do sequestro de Lusamine, ela termina se casando com Nogueira, mas mantém contato com o serviço de Lusamine, somente aparece na escola Pokémon apenas como visita. Com o fim da saga Sol e Lua, ela e Nogueira tiveram um filho chamado Lei, em um dos episódios Pokémon 2019 ou Pokémon Jornadas, mas este parece ter os sinais do Chris, um dos alunos da Escola Pokémon.
Mauro (モーン, Mon, Mohn)
Dublado por: Jirō Saitō (japonês); Jeremy Levy (Inglês)
Quando mais jovem, Mauro mudou-se para a região de Alola para continuar pesquisando Ultra Buracos de Minhoca. Ele também foi um treinador poderoso, que derrotou Hala e ganhou um Z-Ring. Foi confirmado que Mauro e sua esposa, Samina, criaram a Fundação Aether. Um dia, Mauro foi sugado por um Ultra Buraco de Minhoca e desapareceu muitos anos antes da série Sol e Lua. Todos pensaram que ele estava morto até que foi revelado em Jornadas que ele acabou dentro do mundo natal de Nihilego. Um Nihilego Brilhante o salvou e o teletransportou para a Tundra da Coroa. Ele sofreu de amnésia devido a este encontro, mas foi capaz de se recuperar e recuperou suas memórias. Ele se reuniu com Samina, Gladio e Lílian ao mesmo tempo em que conheceu Ash, Goh e Chloe pela primeira vez. Após o reencontro, a família ao lado de Ash e amigos voltam para Alola.
Professor Cerejeira (サクラギ博士, Sakuragi-Hakase, Professor Sakuragi)
Dublador: Yūichi Nakamura, Ray Chase (EUA), Daniel Müller (Brasil)
Professor Sakuragi é uma pessoa calma, mas amigável, e ele é um professor em Pokémon Jornadas: A Série. Ele tem muito conhecimento sobre Pokémon, sendo considerado um gênio desde jovem. Ele também é excepcionalmente entusiasmado quando se trata de estudar Pokémon. Às vezes, ele se empolga tanto que envergonha a própria filha Koharu. Seu nome na versão inglesa é adaptado para Cerise, na versão brasileira para Cerejeira.
Professora Magnólia (マグノリア博士, Magunoria-hakase, Dra. Magnólia)
Dublado por: Shoko Tsuda (japonês); Mary O'Brady (Inglês)
A Professora Magnólia é uma senhora simpática e gentil que foi professora Pokémon da região de Galar. Ela estuda o fenômeno Dynamax e suas origens. Depois que a Presidente Rose quase destruiu a região de Galar ao invocar Eternatus, ela prontamente a selou nas profundezas do subsolo e fez de sua neta Sonia a nova Professora Pokémon de Galar. A Professora Magnólia e Sonia também estão ajudando Leon a domar Eternatus para que ele se sinta confortável ao interagir com as pessoas. De todos os professores da região, a Professora Magnólia foi quem levou mais tempo para conhecer Ash pessoalmente.
Sônia (ソニア, Sônia)
Dublado por: Marina Inoue (japonesa); Brittany Cox (Inglês)
Uma jovem que é aprendiz e sucessora da Professora Magnólia. Ela é amiga de infância e ex-rival de Leon que o inspirou para se tornar o campeão invicto. Os dois costumavam viajar juntos até que ocorreu uma rixa entre os dois quando o Presidente Rose colocou Leon sob sua proteção, mas Leon e Sonia ainda são amigos. Ao longo da série, Sonia ajudou Ash e Goh durante o arco "Dia mais Sombrio", evitando que os Pokémon Gigantamax e Dynamax corressem soltos por toda a região de Galar, além de cuidar de Eternatus que também estava causando o "Dia mais Sombrio". Depois que a provação terminou, Sonia foi promovida por sua avó a Professora Pokémon. Mais tarde, ela conheceu Goh e discutiu a história de Leon, enquanto Ash treinava com Leon. Mais tarde, Sonia aparece para assistir pessoalmente à partida de Leon contra Ash. Leon mencionou que Sonia foi a única outra treinadora que o derrotou em batalha, além de Ash.
Professor Amaranto (ホダカ博士, Hodaka-hakase, Dr. Hodaka)
Dublado por: Yoichi Nishijima (japonês); J. Michael Tatum (Inglês)
O Professor Amaranto é o chefe das missões do Projeto Mew. Ele sempre quis pesquisar Mew, mas para isso ele precisa de vários Chasers para o trabalho. Para se tornar um Chaser, os treinadores devem completar certas missões do Projeto Mew, que incluem capturar um determinado Pokémon, encontrar itens que pertencem a um Pokémon (por exemplo, a pena de Moltres) e competir em um Battle Royale. Cada missão cumprida concede ao treinador um certo número de fichas do Projeto Mew. Depois que os treinadores ganham um grande número de fichas no final da temporada, eles se qualificam como artilheiros. No entanto, se um candidato ganhar apenas menos de quatro tokens, ele será desqualificado. Amaranth também tem baixa tolerância com caçadores furtivos, permitindo que os Chasers confisquem todos os Pokémon do caçador furtivo usados para atividades ilegais e os enviem de volta à natureza.

## Antagonistas

### Equipe Rocket

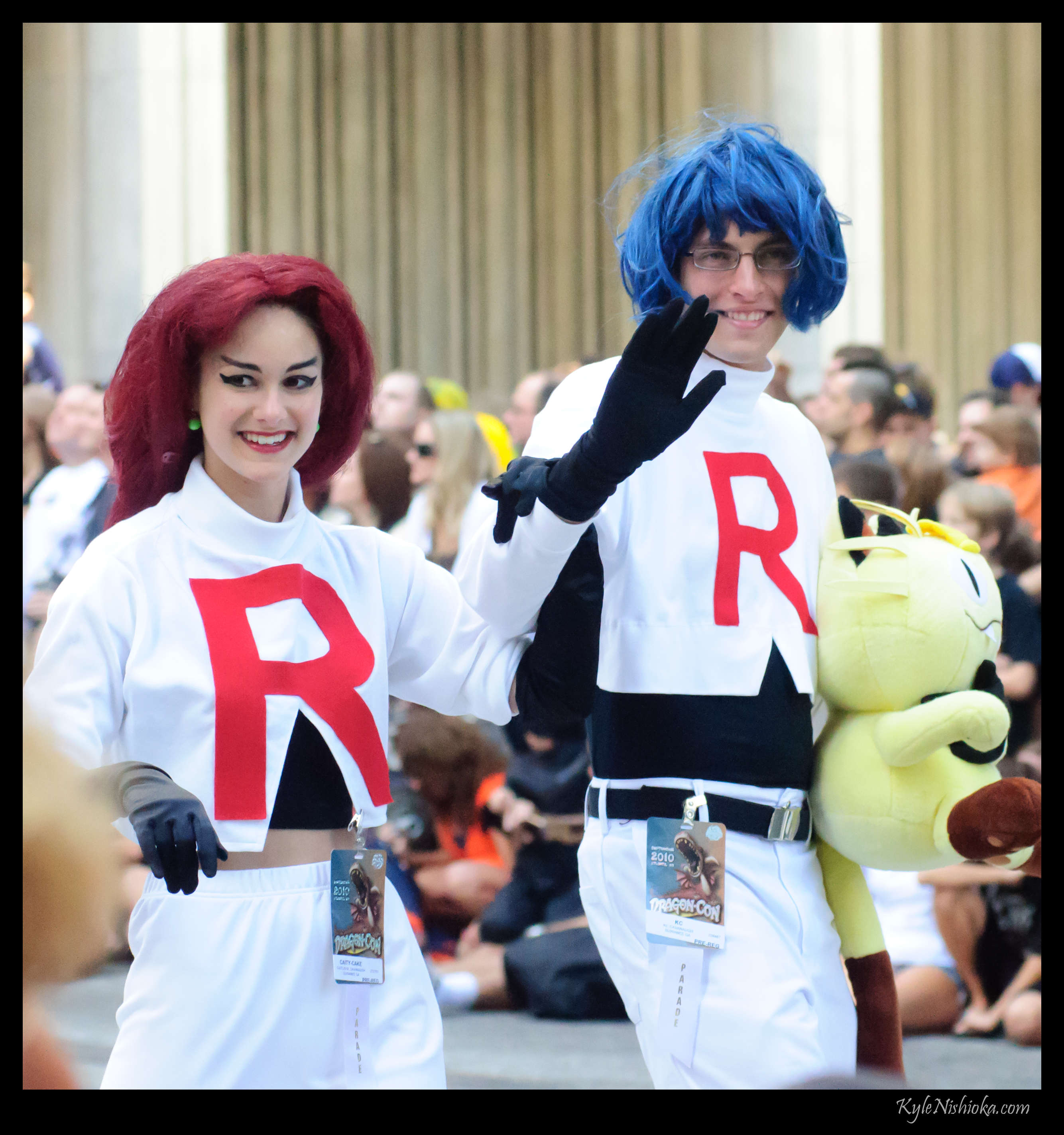
Cosplay de Jessie e James, com um boneco de Meowth.

Equipe Rocket (ロケット 団, Roketto-dan) é uma organização determinada a dominar o mundo.
Jessie, James e Meowth (ムサシ, コジロウ e ニャース, Musashi, Kojirō e Nyāsu)
Dubladores Brasil: Isabel de Sá / Flávia Saddy / Evie Saide (Jessie), Márcio Araújo / Thiago Fagundes / José Leonardo (James), Armando Tiraboschi / Sérgio Stern /Gustavo Berriel (Meowth)
Dubladores Portugueses: Teresa Madruga, Sandra de Castro, Dora Cruz, Raquel Ferreira, Raquel Rosmaninho (Jessie), Peter Michael, Rui Quintas, Pedro Mendonça (James), Rui Luís Brás, Luís Barros, Mário Santos (Meowth)
São três membros da Equipe Rocket, uma organização que quer roubar os Pokémon do mundo e usá-los para fins maléficos. Acabam escolhendo o Pikachu de Ash para tentar roubar, mas sempre são interrompidos e derrotados, sempre terminando voando pelos céus. São muito atrapalhados e raramente obtêm sucesso em seus planos. São membros de Rank B da Equipe Rocket, já foram promovidos em Unova para missões especiais, porém foram rebaixados novamente. Não são muito eficientes e não contribuem muito para a organização, porém, Giovanni (líder da organização) sempre está mandando-os para regiões diferentes, a fim saber mais sobre outras Equipes de outras regiões ou de expandir os horizontes da Equipe Rocket. Meowth é uma raridade entre os Pokémon porque consegue falar a língua humana em vez de só repetir seu nome.
Curiosamente ambos participaram da Liga Pokémon de Alola, enfrentando um ao outro nas Oitavas de Final, com James eliminando Jessie. Após isso James foi eliminado nas Quartas de Final por Gladion. Mais tarde o trio atrapalhado foi visto torcendo por Ash na batalha final contra Leon na final do Campeonato Mundial, estavam na arquibancada, porém disfarçados.
O nome em inglês é referência ao criminoso Jesse James, enquanto o original japonês alude aos samurais Miyamoto Musashi e Sasaki Kojirō.
Giovanni (サカキ, Sakaki)
Dubladores Portugueses: Rui de Sá, Pedro Carneiro, Rodrigo Santos
Giovanni é chefe e líder da Equipe Rocket, e anteriormente Líder do Ginásio de Viridian. Giovanni foi o responsável pela criação de Mewtwo.
Cassidy e Butch (ヤマト e コサブロウ, Yamato e Kosaburō)
Dubladores Portugueses: Ana Luís Martins, Carla, Zélia Santos (Cassidy), Pedro Carneiro, João Vaz, Edgard Fernandes (Butch)
São dois membros da Equipe Rocket. Cassidy é rival de Jessie, as duas competem e se odeiam desde a academia de treinamento. Todos os personagens confundem o nome de Butch, chamando-o de Bitch, Hitch, Biff (Kosanshiro no original) e outras coisas.
Como paralelo a Jessie e James, em inglês citam outro criminoso do velho oeste, Butch Cassidy, enquanto o original japonês tem as duas mulheres com nomes de navios (Yamato e Musashi), e a sílaba depois de "Ko" dos homens é "segundo filho" (jirō) e terceiro filho (saburō).

### Equipe Magma
Equipe Magma (チームマグマ, maguma-dan) é uma das duas organizações criminosas da região de Hoenn.
Maxie (マツブサ, Matsubusa)
Dublador Português: Luís Barros
Líder da Equipe Magma. Sempre compete com Archie.
Tabitha (ホムラ, Homura)
Dublador Português: João Vaz
É um dos comandantes da Equipe Magma. É quem geralmente comanda as missões da equipe. Compete com Shelly.
Brody (バンナイ, Bannai)
Membro da Equipe Magma, conhecido como o Homem das Mil Faces, porque pode se disfarçar de qualquer pessoa com perfeição. Depois ficou conhecido como Brody, o Fantasma Ladrão.

### Equipe Aqua
Equipe Aqua (アクア団, Akua-dan) é uma das duas organizações criminosas da região de Hoenn.
Archie (アオギリ, Aogiri)
Dublador Português: Rui Quintas
Líder da Equipe Aqua, sempre compete com Maxie ao se apossar do órbie vermelho, mas seu corpo não consegue segurar esse tamanho poder e expulsa o órbie.

### Equipe Galáctica
Equipe Galáctica (銀河のチーム, Ginga-dan) é uma organização criminosa da região de Sinnoh.
Cyrus (アカギ, Akagi)
Dublador Português: Mário Santos
Líder da Equipe Galáctica. É super inteligente e bola planos geniais ao se apossar de Uxie, Mesprit e Azelf para libertar Dialga e Palkia, mas seus planos foram frustrados e se perde numa dimensão paralela, dando fim em sua Equipe Galáctica.
Mars e Júpiter (火星と木星, Māzu e Jupitā)
Dubladoras Portuguesas: Rute Pimenta (Mars) e Marta Mota (Júpiter)
São os elementos femininos da Equipe Galáctica. Ambas são encarregadas de cumprir missões ordenadas por Cyrus .
Saturn (土星, Satān)
Dublador Português: Pedro Manana
Membro da Equipe Galáctica, braço-direito do líder Cyrus.

### Equipe Plasma
Equipe Plasma (チームプラズマ, Purasuma-dan) é uma organização criminosa da região de Unova.
Ghetsis (ゲーチス・ハルモニア, G-Cis Harmonia)
Dublador Português: Mário Santos
Líder da Equipe Plasma que anseia reviver o Pokémon lendário Reshiran.
Aldith (アンジー, Anji, Angie)
Dublador Português: Alexandra Gabriel
Líder das tropas da Equipe Plasma a seguir a Ghetsis. É maquiavélica e impiedosa, nada a detém para cumprir a sua missão na Equipe Plasma.
Barret (ブラッド, Brad)
Dublador Português: Edgard Fernandes
Barret, como os outros da equipe Grunts Plasma, é capaz de seguir ordens de Colress. Além disso, ele parecia ser uma figura chefe semelhante a Aldith, mesmo indo tão longe para provocar Ash. Além disso, ele não gosta quando alguém interfere com seus planos e a Equipe Plasma como evidenciado quando ele encontrou Ash e a Equipe Rocket, dois momentos diferentes, e mencionou os a Colress.
Colress (あｒｃｈろま, Archroma)
Dublador Português: Luís Araújo
Cientista da Equipe Plasma que mede a força dos Pokémon para depois controlá-los conforme sua vontade.

### Equipe Flare
Equipe Flare (フレア団, Furea-dan) é uma organização criminosa da região de Kalos. O seu único objetivo é ganhar dinheiro.
Lysandre
Dublador Português: Raúl Constante Pereira
É o líder da Equipe Flare e seu principal objetivo é controlar Zygarde para dominar Kalos e destruir o mundo.
Xerosic
Dublador Português: Rodrigo Santos
Braço direito de Lysandre e o ajudou na dominação de Kalos e também criou o dispositivo para controlar os dois Zygardes. Na primeira vez ele é impedido por Clemont e em seu retorno, é impedido novamente e é preso.

### Equipe Caveira
A Equipe Caveira é uma organização criminosa. O seu principal objetivo é roubar Pokémon para serem entregues para Aether Foundation para realizar experiências.
Guzma (グズマ Guzma)
Líder da Equipe Caveira. É um especialista em Pokémons do tipo Inseto, sendo que seu principal Pokémon é um Gollisopod. Participou da Liga Pokémon de Alola, sendo eliminado por Ash nas Semifinais.
Plumeria (プルメリ Plumeri)
Plumeria é a segunda em comando da Equipe Caveira. É uma especialista em Pokémons do tipo Veneno, sendo que seu principal Pokémon é uma Salazzle. Participou da Liga Pokémon de Alola, porém foi eliminada na fase preliminar por Ilima.
Túlio, Rapp e Zipp (タッパ Tupper, ラップ Wrap, ジップ Zip)
Os Membros da Equipe Caveira. Túlio sente inveja de Ilima por ele ser popular entre as pessoas.

### Fundação Aether
Fundação Aether é uma organização criminosa que trabalha junto com a Equipe Skull. O seu principal objetivo é fazer uma dimensão perfeita para isso precisam fazer experiências em Pokémon. Em sua primeira aparição do anime, a Fundação Aether finge ser boa só para conseguir ter posse dos Ultra Bestas. Sauboh era o único membro da Fundação Aether que não escondia seu antagonismo até ser rebaixado.
Lusamine (Samina)
Mãe de Lilian e Gladion, Samina (Lusamine) é a líder da Fundação Aether. Lusamine no anime é uma genuína preservacionista Pokémon e uma mãe amorosa para Lillie e Gladion, porém ficou obcecada pelas misteriosas Ultra Beasts (Ultra Criaturas). Depois de ser salva do Nihilego pelo grupo de Ash e cia, Lusamine volta a ser àquela mãe amorosa da Lillie além de também a tratar como criança, que Lillie detesta. Ela comanda um grupo que Ash e cia formam conhecidos como Ultra Guardiões para mandar as Ultra Criaturas ao lugar de onde veio.
Fábio (ザオボー, Sauboh)
Fábio era o único membro da Fundação Aether que não escondia seu antagonismo até ser rebaixado. É um especialista em Pokémons do tipo Psíquico, tendo um Alakazam e um Hypno. Participou da Liga Pokémon de Alola, sendo eliminado por Ash nas Oitavas de Final.

### Macro Cosmo
Presidente Rose (ローズ, Rōzu, Rose)Dublado por: Kenichirou Matsuda (japonês); Barron Bass (Inglês)
O presidente Rose é o presidente do conglomerado Macro Cosmos. Ele aparece pela primeira vez no Wyndon Stadium, parabenizando Leon após derrotar Raihan na batalha. Suas verdadeiras intenções são reveladas mais tarde, quando ele convoca Eternatus em uma tentativa de restaurar a energia Dynamax de Galar, que deverá acabar em um milênio a partir do presente. Rose também afirmou que ele mesmo cunhou o nome Eternatus. Mais tarde, ele desafia Ash, e inicialmente tem a vantagem, mas depois que o Riolu de Ash evoluiu para Lucario, ele foi derrotado. Ele foi visto pela última vez em um helicóptero com sua secretária Oleana, mas foi atingido por um Eternabeam de Eternatus (em sua forma Eternamax). Após esses acontecimentos, seu paradeiro é desconhecido, embora Leon o esteja rastreando. 
Oleana (オリーヴ, Orīvu, Olive)Dublado por: Atsuko Yuya (japonês); Jennifer Losi (Inglês) Oleana é secretária de Rose e vice-presidente de sua empresa (ela também é responsável pelo dia a dia). Ela leva seu trabalho a sério e é 100% dedicada a Rose, a ponto de acompanhá-lo quando ele sai. Suas verdadeiras cores são reveladas quando ela tenta impedir Goh de chegar a Ash com uma batalha, usando seu Milotic contra seu Raboot. Milotic inicialmente tem a vantagem (dado o fato de que os tipos Água podem facilmente derrotar os tipos Fogo), mas Goh desenvolveu uma estratégia para derrotá-la, após o que Raboot usaria Chama de vários ângulos no teto. Ao fazer isso, ele evolui para Cinderace, e Goh ordena que ele use seu novo movimento: Pyro Ball. O ataque nocauteou Milotic com sucesso, derrotando Oleana. Mais tarde, ela é vista com o Presidente Rose em um helicóptero, observando o Dia Mais Escuro com medo. Assim como Rose, seu paradeiro é desconhecido depois que o helicóptero é atingido pelo Eternabeam.

## Treinadores da Classe Mestra
Leon (ダンデ, Dande)
Leon era o atual campeão mundial de Pokémon, além de ser o campeão regional da região de Galar, o treinador mais forte do mundo. Em batalhas oficiais, ele estava invicto. Apesar de ser o melhor nas batalhas Pokémon, ele não ostentava seu poder, ao contrário, é apaixonado por batalhas e se mede contra adversários fortes, parabenizando-os após a luta. Em particular, ele foi cativado por Ash, já que ambos têm personalidades semelhantes e compartilham seu apreço por Pokémon e batalhas, dando-lhe uma batalha casual no início da temporada do Campeonato da Coroação Mundial e também presenteando-o com uma pulseira Dynamax para que seu Pokémon pudesse ser dinamizado ao lutar em Galar. León segue de perto o progresso de Ash, testemunhando suas batalhas quando tem chance e até mesmo conhecendo-o e parabenizando-o.
León juntamente com Ash e Goh lutaram contra Eternatus para evitar uma nova noite negra em Galar, ajudados pelos guardiões da região, Zacian e Zamazenta.
Sua melhor amiga Sônia é quem o ensinou a batalhar, quando obteve um Charmander, que seria seu Pokémon mais poderoso. Raihan é seu amigo/rival, que busca igualar seu poder. Seu irmão mais novo, Paul, o admira, além de se maravilhar com os treinadores da Classe Mestra, especialmente surpreso com a humildade de Ash.
Leon tem o defeito de ter um péssimo senso de direção, o que o leva a se perder facilmente, mas no processo gosta de estar com os Pokémon que cruza seu caminho.
No atual Torneio de Mestres, conseguiu derrotar facilmente Alain e Diantha, mas na final e após uma emocionante batalha, perde sua primeira batalha oficial contra Ash, a quem orgulhosamente entrega o troféu.
Cynthia (シロナ, Shirona)
Dubladora brasileira: Samira Fernandes (DP040), Cláudia Carli (DP043) e Elisa Villon (DP096-DP152)
Dubladora: Tomo Sakurai, Emily Jenness (EUA), Alexandra Gabriel (Portugal)
É a atual campeã da Liga de Sinnoh. É considerada uma Mestra Pokémon. Ela aparece muitas vezes ao longo da Saga Sinnoh  aonde ajuda Ash e seus amigos a tentar parar a Equipe Galáctica de alcançar seu objetivo final. Uma vez Ash chegou a desafiar ela para uma batalha Pokémon, porém perdeu. Bem-sucedida, ela aparece mais tarde durante o torneio da Liga Sinnoh onde ela observar as batalhas como campeã da Liga (o vencedor de Liga Regional Pokémon ganha o direito de desafiar a Elite dos Quatro e o Campeão da Liga Pokémon). Ela reaparece em Best Wishes Season 2 e se reúne com Ash, enquanto ela participava do Pokémon World Tournament Junior Cup de Unova para uma partida de demonstração contra um membro de Elite dos 4 de Unova. Para os primeiros episódios da temporada, Ash e seus amigos (juntamente com Dawn) ficaram em sua casa de campo em Undella Town.
Em Journadas, ela é vista assistindo a batalha de Ash contra Volkner em uma grande tela de televisão. Volkner também menciona e avisa Ash que Cynthia estava na Classe Mestra. Mais tarde, ela se encontra com Ash novamente em Johto para descobrir por que uma cidade estava mergulhada na noite eterna, enquanto ajuda uma garota a lidar com a morte de sua Cleffa. Cynthia mais tarde ajuda Ash e Chloe fornecendo informações sobre Dialga e Palkia, enquanto investiga o desaparecimento de Pokémon em Sinnoh. Cynthia também se uniria a Ash, Goh, Dawn e Brock para impedir a Equipe Galactica de abrir o portal para recuperar Cyrus no arco Crônicas de Arceus. Ela está em segundo lugar na Classe Mestra, atrás de Leon. Cynthia lutou contra Iris e venceu usando seu Mega-Garchomp e entrou nas semifinais enfrentando Ash pela primeira vez. Apesar de seu Spiritomb derrotar metade do time de Ash e usar um Dynamax Togekiss, Cynthia perde a partida para Ash. Cynthia também planejava se aposentar após as partidas do Campeonato Mundial, mas após sua derrota para Ash, ela decidiu não fazê-lo, pois sentia que ainda havia espaço para ela melhorar.
Steven Stone (ダイゴ, Daigo)
Steven Stone é o campeão de Hoenn e herdeiro da empresa Devon, famosa por fabricar instrumentos tecnológicos que auxiliam os treinadores.
Ele tem como hobby de procurar pedras raras em cavernas que posteriormente possam ser utilizadas nas pesquisas de sua empresa, em parte por esse motivo, sua preferência por Pokémon são dos tipos pedra, terra e aço.
Ele conhece Ash na Caverna Granito justamente quando, graças à interferência da Equipe Rocket, ele estava preso nela. Steven derrota os vilões como punição por perturbar a paz da caverna.
Em seguida, junta-se a Ash, seus amigos para ajudar Zygarde a derrotar a Equipe Flare e seu líder, Lysandre.
Ele finalmente tem seu primeiro duelo oficial com Ash nas Quartas de Final do Campeonato da Coroação Mundial, sendo derrotado. Mas ao invés de se irritar, ele reconhece o poder de Ash e o parabeniza.
Lance (ワタル, Wataru)
Lance, é o atual vice-campeão mundial e campeão regional de Kanto e Johto. Sua predileção é Pokémon do tipo dragão, e é por isso que ele é comumente conhecido como o Domador de Dragões.
Seu senso de justiça é conhecido, atuando em paralelo com as forças da justiça e investigando organizações criminosas, frequentemente infiltrando-se nelas para desbaratá-las por dentro. Ele é muito sério, mas não hesita em agir pelo bem dos outros.
Ele resgatou um Gyarados (brilhante) vermelho da Equipe Rocket, que se juntaria aos seu Pokémon, e lutou contra Kyogre quando a Equipe Magma quis capturá-lo, sendo ajudado por Groudon.
Tornou-se vice-campeão mundial após perder na final do campeonato anterior para o Leon, fazendo uma luta espetacular, mas no campeonato atual caiu nas quartas de final contra o Diantha.
Diantha (カルネ, Carnet)
É a campeã de Kalos e uma famosa atriz e modelo, por isso ela sempre tem que sair em público disfarçada.
O professor Sicomoro a apresenta a Ash, que instantaneamente a desafia, saindo derrotado, porém ele consegue impressioná-la o suficiente. Ao saber da conexão que Ash e seu Greninja possuem, ela se interessa e sai para encontrá-los para enfrentá-los e investigar o fenômeno, que pode estar relacionado ao despertar de Zygarde. A batalha termina quando Ash e Greninja desmaiam por usarem demais o vínculo, colocando a Mega Gardevoir de Diantha em sérios problemas. Desde então, ela acompanha Ash na Liga Kalos.
Ela intervém na batalha contra Lysandre e a Equipe Flare, auxiliando Zygarde.
Na atual Campeonato da Coroação Mundial, ela se classificou para as semifinais após derrotar Lance usando várias estratégias contra o poder puro dos Pokémon do tipo Dragão de seu rival, para depois seguir. No entanto foi desclassificada na semifinal contra Leon.
Nas batalhas, ela costuma agir como uma verdadeira atriz, empregando suas estratégias com elegância e requinte, algo que seus Pokémon imitam.
Alain (アラン, Alan)
Dublador: Kenshō Ono, Jonathan Silver (EUA), Felipe Drummond (Brasil), Pedro Manana (Portugal)
Na verdade é um membro da Equipe Flare que Ash o conhece por acaso e tem uma batalha com ele. Seu principal Pokémon é um Charizard. Ele possui uma Pedra Chave e uma Mega Pedra. Com os principais eventos, Alain percebe que estava ajudando Lysandre a cumprir suas ambições a partir da Pedra Chave.
Participa da liga Kalos e derrota Ash na batalha final, e a Equipe Flare inicia a "Operação Z" usando Zygarde para destruir o mundo e descobre que Lysandre estava usando a energia de Mega Evolução que Alain coletou para realizar seus planos. Ajuda Ash a derrotar Lysandre e salvar o Chespin de Mairin.
Após o fim do Equipe Flare, ele sai com Mairin para investigar a Caverna de Gelo em busca de uma nova Pedra Chave e uma nova Mega Pedra.
No Campeonato da Coroação Mundial, ele trava uma batalha com Leon e é derrotado.

## Outros
Delia Ketchum (ハナコ, Hanako)
Dubladora: Masami Toyoshima (Japão), Veronica Taylor (4Kids), Sarah Natochenny (TPCI), Teresa Madruga, Helena Montez, Sandra de Castro, Ângela Marques (Portugal)
Dubladora Brasil: Vanessa Alves (original series), Lene Bastos (Pokémon Chronicles, DP003), Luísa Viegas (AG132-AG133), Elisa Villon (AG192, DP138), Denise Reis (BW001-BW143), Angélica Borges (Sol & Lua).
Mãe de Ash. Ela mora na cidade de Pallet, na região de Kanto. Possui um Mr. Mime apelidado de Mimey (Bari-chan), que a ajuda nas tarefas domésticas.
Enfermeira Joy (ジョーイ, Jōi)
Dubladora: Ayako Shiraishi (EP002-EP229), Kikuko Inoue (EP491-EP516), Yuriko Yamaguchi (EP245-EP488; EP517-EP656), Chika Fujimura (EP659-presente) (Japão), Megan Hollingshead (EP002-EP316, 4Kids), Bella Hudson (EP323-EP418, 4Kids), Michele Knotz (EP425-EP656, TPCI), Alyson Rosenfeld (EP659-presente, TPCI)
Dubladora Portugal: Helena Montez (Kanto), Joana Manuel (Johto), Raquel Ferreira (Hoenn), Zélia Santos (Sinnoh), Joana Carvalho(Unova), Rute Pimenta (Kalos), Joana Africano (Alola)
Dubladora Brasil: Fátima Noya (1-13 temporadas), Samira Fernandes (14-18 temporadas),  Luisa Palomanes (19 temporada) (Brasil)
É a enfermeira Pokémon que ajuda Pokémon feridos, sempre acompanhada de um Pokémon ajudante: Chansey, Blissey, Audino, Wigglytuff ou Comfey. Existem diversas enfermeiras Joy no mundo. Nos Concursos Pokémon, a Joy da respectiva cidade em que o Concurso acontece faz o papel de jurada. É sempre encontrada em um Centro Pokémon. Todas as Joys de cada região são idênticas e têm algum grau de parentesco (prima, irmã). Dependendo da região, as Joys de lá podem ser diferentes das de outras regiões.
Policial Jenny (ジュンサー, Junsā, Junsar)
Dubladora: Chie Satō, Chiaki Takahashi (EP663-presente) (EUA)
Dubladora Portugal: Teresa Madruga (Kanto), Sandra de Castro (Ilhas Laranja), Dora Cruz (Johto), Isabel Ribas (Hoenn), Zélia Santos (Sinnoh), Ângela Marques (Unova), Isabel Queirós (Kalos), Joana Africano (Alola)
Dubladora Brasil: Raquel Marinho (1-5, 14-16 temporadas), Gilmara Sanches (6-13 temporadas), Priscila Franco (17-18 temporadas) e Mariana Torres (19 temporada)
A Policial Jenny se dedica a perseguir criminosos. De fato, tem algo em comum com a enfermeira Joy por existirem várias policiais Jenny, todas iguais. Seu principal Pokémon pode ser Growlithe, Herdier, Manectric ou Gumshoos, dependendo da região. Seus cabelos são verdes-azulados e sua roupa é a típica de um policial (azul), além de um salto preto. Assim como as Joys, as Jennys de uma região podem ser diferentes das de outras.
Todd/Snap (取る, Toru)
Dublador: Kappei Yamaguchi, Jimmy Zoppi (EUA), Rafael Barioni e Carlos Falat (Brasil), Rui Luís Brás e Pedro Carneiro (Portugal)
Todd seguiu Ash em jornada para aprender sobre fotografar Pokémon e os seguiu em jornada em Kanto e depois se separa deles. Depois os reveem em Johto quando estava tentando fotografar o Articuno.
Nicholai (キヨ, Kiyo)
Dublador: Chinami Nishimura (EP002-EP632), Andrew Rannells (EUA)
Dublador Brasil: Alex Wendel (AG005), Yuri Chesman (AG048)
Este apareceu em Hoenn e também gosta de pessoas que usam bermudas, que Max e May foram alvo. Ele estava tentando capturar um Zigzagoon. Em seu retorno, ele captura um Zangoose, mas este parecia odiar o Seviper da Jessie.
Raoul Contesta (コンテスタ, Contesuta)
Dublador: Koichi Sakaguchi, Gerhard Acktun (Alemanha)
Dublador norte-americano: Mike Pollock (AG035-AG144) (DP161 até o atual), Craig Blair (AG151-DP155)
Dublador polonês: Jacek Kałucki (AG035), Janusz Wituch (DP011-DP027, DP053-DP104, DP146, DP158 até o atual), Cezary Kwieciński (DP049), Marek Robaczewski (DP114-DP123, DP155)
Dublador latino-americano: Victor Delgado (AG035-AG166), José Vilchis (AG078), Gabriel Gama (AG151), dublador desconhecido (AG174-DP054), Roberto Mendiola (DP061-DP095), Roberto Carrillo (DP114-até o atual)
Dublador espanhol: José Escobosa, Alfredo Martínez (AG160), Eduardo del Hoyo (DP155)
Dublador brasileiro: dublador desconhecido (AG035), Nestor Chiesse (AG051), Raul Schlosser (AG091-AG116), Robson Silva (AG119-até o atual)
Dublador Português: João Vaz (Hoenn), Miguel Teixeira (Battle Frontier), Pedro Manana (Sinnoh)
Um dos jurados dos Concursos Pokémon.
Mr. Sukizo (スキゾー, Sukizō)
Dublador: Yoshinori Sonobe, Gerd Meyer (Alemanha), Adi Weiss (Hebreu), O In-Seong (Coreia), Erik Skøld (Noruega), Eduardo del Hoyo (Espanha)
Dublador norte-americano: Darren Dunstan (4Kids dub), Craig Blair (AG151-DP155), Billy Beach (DP161-present)
Dublador polonês: Dariusz Błażejewski (AG035), Krzysztof Cybiński (DP011-DP027), Grzegorz Pierczyński (DP033), Janusz Wituch (DP049), Klaudiusz Kaufmann (DP114-DP123), Artur Pontek (DP053-DP104, DP146, DP158-até o atual)
Dublador latino-americano: Alfredo Basurto (AG035-DP095), Gabriel Gama (AG078, AG167), Luis Alfonso Mendoza (DP114-DP123), Ricardo Bautista (DP146), Eduardo Garza (DP161-até o atual)
Dublador brasileiro: Sérgio Ruffino (AG035), Ivo Roberto "Tatu" (AG051), Fábio Vilalonga (AG091), dublador desconhecido (AG103, AG116, AG144 e AG151), Cássius Romero (AG122-AG123), Cláudio Sátiro (AG160-até o atual)
Dublador Português: Luís Barros (Hoenn e Battle Frontier), Mário Santos (Sinnoh)
Um dos jurados dos Concursos Pokémon.
Vendedor de Magikarp (コイキング売り, Koiking salesman)
Dublador: Unshō Ishizuka, Eric Stuart, Pokémon Chronicles 04, Bill Rogers (DP021), Rui de Sá, Pedro Carneiro, João Vaz (Portugal)
Ele é um trambiqueiro que vive passando a perna nas pessoas. Ele engana James ao vender um Magikarp no St. Anne. Este também passa a perna no Tracey no Chronicles. Ele faz a mesma coisa ao disfarçar seu Magikarp num Feebas, descoberto por Ash e cia no Advanced Challenge. Sua atuação final foi quando vende uma máquina de evolução a Equipe Rocket no episódio Queremos uma Evolução de Diamond & Pearl.
Jessebelle (ルミカ, Rumika)
Dubladora: Megumi Hayashibara, Rachael Lillis (4Kids), Michele Knotz (TPCi), Isabel de Sá (Brasil), Teresa Madruga (Portugal)
Jessebelle é na verdade uma amiga de infância de James que ele teve um interesse romântico, é muito parecida com Jessie. Depois de um tempo este perdeu interesse na Jessebelle. Ela apareceu em um episódio "O sagrado matrimônio", no qual os pais de James o enganam pare que ele se case com Jessebelle, para assim poder ficar com a herança da família. Ela reaparece no episódio "O meu tesouro é todo meu" na fase Diamond & Pearl quando Dawn começa a viajar com Ash e Brock e Misty assume o ginásio de Cerulean. Ela decide ir atrás de James, até James pedir para que o Pikachu de Ash use seu choque elétrico para os fazerem decolarem de vez, até Jessebelle acabar decolando com James e Jessie ficar para trás.
Suzie (ユキ, Yuki)
Dublador: Rei Sakuma, Leah Applebaum (EP028), Megan Hollingshead (EP169), Sandra de Castro (Portugal)
Brock a conheceu pelo fato de ser uma boa criadora Pokémon assim como ele e decide ser seu aluno, mas ela explica que existia muito mais do que a beleza Pokémon. Depois de resolver o caso da Equipe Rocket em Kanto, ela fecha o lugar onde trabalhava, entrega seu Vulpix a Brock e decide seguir em jornada. Eles se reencontram em um torneio onde lá Brock devolve seu Vulpix. Ela competia com Zane, que antes foi seu colega de classe.
Jigglypuff (プリン, Purin)
Ash e cia o encontram em Kanto, mas este parece ter problemas com sua voz. Brock trata do Jigglypuff e este começa a cantar mas todos em sua volta dormem, até ele pega sua canetinha e pinta a cara de qualquer um que dormiu. Toda vez os seguia e sempre cantava sua canção de ninar que os fazia dormir. Entretanto, em Advanced Generation, um Whismur parecia ser imune a canção de ninar de Jigglypuff, ouviu a música até o fim, mas ao cantar pela segunda vez, ele acaba dormindo. Jigglypuff depois faz sua aparição em Kanto que depois canta sua canção de ninar. Depois ele segue Ash e cia em Alola e também caça briga com o Pokémon sonâmbulo Komala.
Duplica (イミテ, Imite)
Dubladora: Orine Fukushima, Megan Hollingshead, Letícia Quinto (Brasil), Teresa Madruga e Joana Manuel (Portugal)
Ela apareceu em dois episódios em Kanto e Johto. Ash e cia a conheceram quando adentraram numa casa que era conhecida como mansão de imitações e Duplica se encontrava lá. Duplica podia se caracterizar em qualquer personagem e seu Ditto em qualquer Pokémon, mas não o rosto. Em uma apresentação, isso também aborrecia o público. Depois da Equipe Rocket sequestrar o Ditto, eles conseguem fazer Ditto mudar seu rosto para qualquer Pokémon, indicando que pode mudar para qualquer Pokémon, inclusive o rosto. Depois é salvo por Ash e cia e assim Duplica pode reabrir a mansão de imitações para entreter o público. Em Johto, ela captura um outro Ditto, mas este era diferente, podia se transformar em qualquer tipo de Pokémon, mas em uma miniatura, o apelidando de Mini-Dit. A Equipe Rocket captura o outro Ditto para dar de presente para o chefe da organização, mas eles tiveram seus planos frustrados depois que Duplica o recuperou e teve um confronto com a Equipe Rocket, seus Pokémon originais contra os dois Dittos.
Casey (ナナコ, Nanako)
Dubladora: Nina Kumagaya, Kerry Williams (EUA), Luciana Baroli (EP118-EP261), Gilmara Sanches (Chronicles, Brasil), Sandra de Castro (Portugal)
Ash e cia a conheceram no episódio "Um Desempate com Encrencas em dobro". Ela é do time de Electabuzz que sempre levava a pior no beisebol. Ela duela contra o Charizard de Ash, que perde. Depois, enganada pela Equipe Rocket, ela duela contra o Ash novamente, mas a luta é interrompida pela Equipe Rocket, que depois tem seus planos frustrados mais uma vez. Ela depois compete em um episódio contra o Ash em um torneio que, queria ganhar de qualquer jeito que não se importava com a Chikorita, até depois ela se dar conta. No confronto contra a Equipe Rocket, Chikorita evolui para Bayleef que frustra os planos da Equipe Rocket. Ela depois recebe o Beedrill de Ash pelo fato de gostar de Pokémon listrados. Depois de Bayleef evoluir para um Meganium, ela depois tenta capturar um Elekid, que consegue. Ela faz aparições também no Chronicles, em que ela duela com Georgio e seu Delcatty, que perde e depois ajuda seu ídolo Corey e seu Charizard a recuperar sua confiança do time de Electabuzz.
Sakura (サクラ, Sakura)
Dubladora: Mariko Kōda (EP002-EP632), Kerry Williams (EUA), Tatiane Keplmair (EP183-EP226) e Priscilla Concépcion (Chronicles, Brasil), Bárbara Lourenço (Portugal)
Ela é uma das amigas de Misty que conhecera em Johto. Ela ia seguir Ash e cia em jornada. Assim como Misty, ela é irmã caçula, mas tem diferente tratamento em que ela é tratada bem, ao contrário da Misty que era maltratada. Logo depois, Sakura decide seguir jornada sozinha para refinar suas habilidades. Em seu reencontro, seu Eevee evolui para um Espeon, que tem um duelo contra o Corsola de Misty que capturou e perde. Ela depois ajuda a recuperar as evoluções de Eevee das suas irmãs da Equipe Rocket. Ela aparece no Chronicles em que ela tinha que batalhar para obter a insígnia cascata e duela contra Misty, em que ela sai vitoriosa e adquiriu a insígnia.
Charles Goodshow (タマランゼ会長, President Tamaranze)
Dublador: Masaharu Satō, Billy Beach (EUA), Mário Jorge Montini (EP074), José Parisi Jr. (EP266), Roberto Leite (AG125 (Brasil)), Rui Luís Brás (Portugal)
Ele fez aparição em Kanto em que permitiu Ash a carregar a chama de Moltres que sediaria a liga Pokémon de Kanto e presidente. Ele fez aparição em Johto, Hoenn e aparece assistindo com Cynthia um dos eventos de Sinnoh.
Angie (アオイ, Aoi)
Dubladora: Miho Hino, Zoe Martin e Júlia Castro (Brasil), Isabel Nunes (Portugal)
Ela é uma das amigas ou rival que Ash a conheceu no acampamento de verão Pokémon do Prof. Rowan e colega da equipe vermelha. Eles chegaram a causar problemas na escola. Desenvolve uma paixão por Ash, embora esta não confesse seus sentimentos pelo próprio, seus pais que voltam de viagem já perceberam. Ela é responsável por cuidar de Pokémon em uma fazenda, por isso nunca chegou a viajar em jornada.
Lyra (コトネ, Kotone)
Dubladora: Megumi Nakajima, Eileen Stevens (EUA) e Bianca Alencar (Brasil), Marta Mota (Portugal)
Personagem que tinha viajado em Johto, como também documenta da história de Johto, mas também presenteia a Dawn um ovo de Cyndaquil. Viajou junto com Ash onde presenciou os concursos de Dawn e teve uma batalha de honra onde estava as estátuas de Dialga e Palkia. Aparenta gostar de Khoury.
Khoury (カズナリ, Kazunari)
Dublador: Kenji Nojima, Christopher Niosi (EUA) e Diego Lima (Brasil), Paulo Freixinho (Portugal)
Outro personagem que seguiu Ash e cia em jornada. Depois do que Brock fez com seu Totodile ao ver que misturou frutas com a ração pokémon, Totodile gostou da ração de Brock misturado com frutas e desde então, ele decide viajar com Ash e cia para aprender mais o que é ser um grande criador Pokémon. No decorrer da série, seu Totodile pode evoluir para um Croconaw numa batalha dupla lutando contra Ash e Dawn ao lado de Lyra.
Don George (ドン・ジョージ, Don Jōji)
Dublador: Hisao Egawa, Marc Thompson (EUA), Tomáš Juřička (República Checa), Peter Zhelder (Dinamarca), Rauno Ahonen (Finlândia), Gerhard Jilka (Alemanha), Sin Yong-U (Coreia), Mads Henning Jørgensen (Noruega), Paweł Szczesny (Polônia), Petr Ivashenko (Rússia), Leonardo García (Latino-Americano), Rafael Azcárraga (Espanha), Mauro Castro (Brasil), Ivo Bastos (Portugal)
Um dos proprietários do Pokémon Battle Clubs (ポケモンバトルクラブ, Pokemon Batoru Kurabu) de Unova. Seu caso é um pouco parecido como a enfermeira Joy e a policial Jenny, possuem parentes parecidos. Embora sejam naturais da região de Unova, ajudam os treinadores a ganharem experiência.
Porter (ぱｒけｒ, Parker)
Dublador: Masayuki Katō, Francis Kelly (EUA), Ivo Bastos (Portugal)
Dublador Brasil: Paulo Porto (BW123) e César Marchetti (atualmente)
Seu caso é um pouco parecido como a enfermeira Joy e a policial Jenny, também possuem parentes parecidos. Conduz os viajantes por um cruzeiro pelo arquipélago Decolore.
Luke (ルーク, Rūku)
Dublador: Minami Takayama, Billy Bob Thompson (EUA), Daniel Figueira (Brasil), Mário Santos (Portugal)
Sonha ser um grande Cineásta Pokémon e também possui uma Zoroa, que se transforma em personagens femininos, até mesmo princesas. Agora participa da arena Pokémon do Mestre de Batalhas Pokémon.
N (エヌ, Enu)
Dublador: Yuichi Nakamura (Japão), Nicholas DiMichele (EUA), Robson Kumode (Brasil), Luciano Amarelo (Portugal)
Personagem que possuía alguma relação com a Equipe Plasma, mas depois deixa a Equipe Plasma depois de descobrir as reais intenções de Ghetis. Pode se comunicar com Pokémon e não possui nenhum Pokémon inicial. Teme ao Pokémon lendário Reshiran. Pouco tempo antes do presente, N estava prestes a ser coroado Rei da Equipe Plasma no plano de seu pai Ghetsis para usar o coração puro de N de salvar os Pokémon para convocar Reshiram e escravizar o Pokémon dragão. No entanto, N descobriu os planos de Ghetsis e fugiu do castelo da Equipe Plasma, que foi destruído por uma explosão. N, junto com Amor e Paz, fugiram para um castelo abandonado, onde passam seu tempo cuidando de Pokémon maltratados (em outras palavras, ele é uma versão Pokémon de um ativista dos direitos dos animais). Não se sabe se N, assim como ocorreu nos jogos, derrotou a Elite dos Quatro de Unova e o Campeão da Região.
Amor e Paz (へぇな 絵 ゔぇｒべな, Helena e Verbena)
Dubladoras: Miho Arakawae e Saki Fujita (Japão), Haven Paschall e Lianne Marie Dobbs (EUA), Zélia Santos e Joana Carvalho (Portugal)
São irmãs de N que acolhe os Pokémon maltratados pelos treinadores.
Sanpei (サンペイ)
Dublador: Yūko Sanpei, Chris Patton (EUA), Fábio Campos, Wirley Contaifer (Brasil), Pedro Manana (Portugal)
Sanpei é um Shinobi ninja em treinamento. Ash e cia o conheceram em Kalos. Ele veio de uma aldeia ninja e o único Pokémon que foi conhecido a ser uma lenda é um Greninja.
Pedro (ジェイムズ, James, Hobbes)
Dublador: Shinya Fukumatsu (Japão), Ben Phillips (EUA), Élcio Romar e Hélio Ribeiro (dublador) (Brasil), Ivo Bastos (Portugal)
É o mordomo de Lílian que trabalha na luxuosa mansão dela. Na versão norte-americana, seu nome foi mudado para Hobbes, para não ter uma confusão por causa do James da Equipe Rocket, sendo que seu nome original é James. No Brasil, seu nome é adaptado para Pedro para não fazer referência à Luke Hobbs, personagem do ator  Dwayne "The Rock" Jonhson, do filme Velozes e Furiosos.
Luan (イリマ, Ilima)
Dubladora: Yudai Chiba (Japão), Mike Liscio (EUA), Gustavo Pereira (Brasil)
Ilima é um dos capitães de provas da ilha de Melemele na Região de Alola, sendo especialista do tipo Normal. Seu principal pokémon é uma Kangaskhan cujo filhote é capaz de mega-evoluir e sair da bolsa da mãe para batalhar. Participou da Liga Pokémon de Alola, sendo eliminado por Guzma nas Oitavas de Final. Na dublagem brasileira seu nome foi mudado para Luan.
Acerola (アセロラ, Acerola)
Dubladora: Sumire Morohoshi (Japão), Lauren Kammerling (EUA), Luísa Viotti (Brasil)
Acerola é uma das capitãs de provas da ilha de Ula'ula na Região de Alola, sendo especialista do tipo Fantasma. Seu principal pokémon é um Gengar. No anime ela é sobrinha do Kahuna Kuchinashi (Nanu na versão norte-americana, Neves na dublagem brasileira), que também possui uma afiliação com Giovanni, líder da Equipe Rocket. Participou da Liga Pokémon de Alola, sendo eliminada por Kiawe nas Oitavas de Final, não confundir com o personagem da minissérie brasileira Cidade dos Homens.
Yasmin (マツリカ, Matsurika, Mina)
Dubladora: Haruka Tomatsu (Japão), Samara Naeymi (EUA), Priscila Amorim (Brasil)
Matsurika é uma das capitãs de provas da ilha de Poni na Região de Alola, sendo especialista do tipo Fada. É também uma pintora profissional, quase sempre vista suja da tinta que usa em seus quadros. Seu principal pokémon é um Ribombee. Participou da Liga Pokémon de Alola, sendo eliminada por Chris nas Oitavas de Final. Na versão norte-americana, seu nome foi mudado para Mina. Na dublagem brasileira seu nome foi mudado para Yasmin, não confundir com a Yasmin Santos cantora.

#### Competidores do Campeonato da Coroção Mundial
Korrina (コルニ, Koruni, Corni)Dublado por: Yuka Terasaki (japonês); Lisa Ortiz (Inglês)
Korrina é a líder do ginásio de Shalour City, especializada em Pokémon do tipo Lutador e anda de patins. Com exceção de Clemont, que é o principal companheiro de Ash em Kalos, Korrina também é a única Líder de Ginásio de Kalos que viajou brevemente com Ash e amigos. Seu principal Pokémon é Lucario, que é capaz de Megaevoluir. Em sua série de estreia, ela recebe ajuda de Ash e amigos para procurar um Lucarionita, uma pedra de Megaevolução para seu Lucario, que eles encontraram com sucesso, e conseguiram megaevoluir seu Lucario. No entanto, devido à arrogância e por não entender que seu Lucario é muito obcecado por batalhas, seu Mega-Lucario fica fora de controle e ataca violentamente seus próprios aliados. Ela teve que subir até a Montanha Pomace, onde Mabel e sua Mawile, capaz de Megaevoluir, mostraram-lhe como estar em sincronia através do desenvolvimento de desenhos florais. Eventualmente, Korrina foi capaz de dominar sua Megaevolução. Depois, ela voltou para Shalour City para se preparar para a Batalha de Ginásio. Ash foi capaz de derrotar Korrina em uma batalha de ginásio com Pikachu derrotando Mega-Lucario.
Ela aparece em algumas participações especiais e ajudou Ash a derrotar o Team Flare. Em Pokémon Jornadas, foi revelado que Korrina estava competindo no Campeonato da Coroação Mundial para tentar enfrentar Leon e se reunir com Ash e conhecer seu Riolu. Embora ela tenha sido capaz de derrotar o Gengar de Ash com seu Mienshao e se adaptar um pouco às táticas de Ash, não foi suficiente para ela, já que Ash derrotou seu Mienshao e seu Mega-Lucario novamente com Dragonite. Mais tarde, ela foi mencionada por Bea em um episódio posterior, onde Bea revela que derrotou Korrina fora da tela. Korrina aparece mais tarde no show para fornecer a Ash uma Key Stone e ajudá-lo a ir para Mega Ilha em busca de um Lucarionita para seu Lucario. Mais tarde, ela veio a Galar para assistir a batalha de Ash contra Bea. Korrina, ao lado de seu avô Gurkinn e Bea, assistiria à partida de Ash contra Leon.
Volkner (デンジ, Denji)
Dublado por: Hirofumi Nojima; Daisuke Sakaguchi (jovem) (japonês); Eli James (Diamante e Pérola), Griffin Puatu (Viagens) (Inglês)
Volkner é o líder de ginásio do tipo elétrico de Sunyshore City, da região de Sinnoh. Em sua juventude, ele passou a maior parte do tempo lutando contra caçadores furtivos e gangues nas ruas. Em algum momento, ele conheceu seu rival, Flint, onde eles lutaram e mais tarde se tornaram amigos após uma vitória contra um Proprietário. Enquanto Flint se tornou membro da Elite dos Quatro de Sinnoh, Volkner assumiu o cargo de Líder de Ginásio. Ele também é engenheiro eletrônico e projetou passarelas automatizadas, vários painéis solares e a Torre de Sunyshore, que é na verdade a usina de energia da cidade. Embora fosse um lutador habilidoso, ele ficou desinteressado em suas vitórias e simplesmente distribuiu suas insígnias de graça.
Palmer, pai de Barry, mencionou que Volkner daria "um choque" a Ash na batalha, enquanto Paul mencionou que o Ginásio era ilegítimo, já que Barry recebeu sua insígnia sem uma batalha adequada. Quando Volkner se recusou a lutar contra Ash, Ash decidiu lutar contra Flint em uma batalha de exibição. Por causa da vitória de Flint, Volkner imediatamente decidiu aceitar o desafio oficial de Ash. No entanto, a batalha foi interrompida devido ao roubo da Torre Sunyshore pela Equipe Rocket. Ash e Volkner derrotaram a Equipe Rocket com a ajuda do recém-evoluído Torterra de Ash. Apesar do sucesso, a torre foi bastante danificada e Volkner teve que repará-la.
Algum tempo depois, após o Grande Festival, os heróis retornaram a Sunyshore para uma revanche com o líder de ginásio. Volkner mostrou suas estratégias de defesa e táticas de ataque de curto alcance na batalha, mas finalmente perdeu para Ash quando o Infernape de Ash finalmente dominou sua habilidade Blaze. Com a vitória final de Ash, Volkner e Flint parabenizam Ash pela vitória.
Volkner retorna na série Jornadas enquanto participa do Campeonato Mundial e se reúne com Ash. Embora ele tenha lutado bem, ele perdeu para Ash novamente quando Pikachu usou seu movimento Z contra o Electivire de Volkner, fazendo com que sua classificação caísse. Ele e Flint mais tarde assistiram à batalha de Cynthia contra Iris.
Bea (サイトウ, Saitō)
Dublado por: Yoko Hikasa (japonês); Tiana Camacho (Inglês)
Bea é uma especialista em karate e uma líder de ginásio de Pokémon Lutadores; Bea é uma lutadora determinada que raramente demonstra suas emoções. Ela tem um senso apurado de estratégias de batalha e sempre permanece calma mesmo diante de uma crise. No entanto, apesar de sua calma e aparência dura, Bea tem uma queda enorme por doces.
Bea era considerada um prodígio no karate, conforme mencionado por Chuck, o líder do ginásio de Cianwood, quando ele mencionou estudar karate com o pai dela quando ele visitou Galar. Certa vez, Bea teve uma batalha contra Korrina na qual saiu vitoriosa. Ash a desafiou para uma batalha, uma vez. Bea usou Grapploct e Hawlucha, enquanto Ash usou Riolu e Farfetch'd. No entanto, seus dois Pokémon estavam invictos e Bea saiu vitoriosa.
Ash então exigiu uma revanche, à qual Bea aceitou. Bea manteve seu Grapploct e trocou Hawlucha por Hitmontop. Ash manteve seu Riolu e trocou Farfetch'd por Pikachu. Depois de uma dura batalha, a partida terminou empatada, o que fez com que não houvesse mudanças na classificação. Após a batalha, Bea e seus Pokémon surpreenderam Ash e Goh que ficaram chocados ao vê-la comer as sobremesas oferecidas por Chuck. Ela mais tarde afirma a Ash que a próxima vez que eles se enfrentarem será na Classe Ultra.
Ash e Bea competiram entre si na Classe Ultra, onde Ash vence usando seu Mega Lucario para derrotar seu Machamp Gigantamax. Depois disso, Bea reconhece e respeita totalmente o crescimento de Ash e finalmente se refere a ele por seu nome verdadeiro em vez de "Treinador Riolu" e mais tarde "Treinador Lucario". Bea retorna quando Ash está em sua busca para encontrar os Max Mushrooms para Gigantamax Gengar. Bea, junto com Korrina, assistiria mais tarde à partida de Ash contra Leon.
Drasna (ドラセナ, Dorasena, Dracaena)
Dublado por: Fumi Hirano (japonês); Laila Berzins (Inglês)
Drasna é a usuária do tipo Dragão da Elite dos Quatro de Kalos. Embora seja uma pessoa educada fora da batalha, Drasna também é uma lutadora habilidosa e pode Megaevoluir seu Altaria. Ela também pode ser intimidante com seus oponentes, dando a Ash um aperto de mão esmagador enquanto declara que o derrubará facilmente. Bonnie mencionou que Drasna uma vez lutou contra Clemont e saiu vitoriosa. Drasna aparece pela primeira vez em um programa de televisão exibindo seu Pokémon do tipo Dragão, bem como promovendo uma próxima partida do Campeonato Mundial da Coroação Mundial contra Ash. Vendo que ela será uma oponente difícil de superar, já que ela é a próxima oponente Classe Ultra de Ash, Ash decide treinar com seu Sirfetch'd e Dracovish ao lado de Clemont e Bonnie, onde Sirfetch'd consegue aprender Meteor Assault e Dracovish aprendeu Dragon Rush.
Enquanto isso, é revelado que ela está treinando com Wikstrom para sua próxima partida. No dia seguinte, ela conhece Ash antes de lutar com ele na Conferência de Lumiose, o mesmo lugar onde Ash teve suas partidas na Kalos League. Embora ela lute bem, ela perde a partida para Ash, mas o parabeniza pela vitória. Drasna é a primeira membra da Elite dos Quatro a ser oficialmente derrotada por Ash.
Raihan (キバナ, Kibana)
Dublado por: Tatsuhisa Suzuki (JN027-45), Yoshitsugu Matsuoka (JN82-atual) (japonês); Danny Kramer (Inglês)
Raihan é um líder de ginásio do tipo Dragão de Hammerlocke, região de Galar. Seu principal Pokémon é um Duraludon que é capaz de usar o Gigantamax. Assim como sua colega líder de ginásio Bea, Raihan entrou no Campeonato da Coroação Mundial para enfrentar Leon. Ele foi o 7º treinador mais forte da Classe Mestra. No entanto, é revelado que sua classificação caiu para o 8º lugar, já que Flint ficou em 7º lugar no Masters 8, mas depois caiu para o 8º lugar, mas em algum momento caiu ainda mais. Seu estilo de batalha é principalmente a manipulação do clima, que ele pode usar para obter uma vantagem para aumentar o poder de seu Pokémon. Ele apareceu pela primeira vez na série para enfrentar Leon e seu Charizard usando Duraludon apenas para perder. Depois, Raihan prometeu treinar mais para enfrentar Leon mais uma vez.
Mais tarde na série, ele apareceu mais tarde no arco Dia mais Escuro para ajudar Sonia a deter o furioso Eternatus e os Pokémon fora de controle. Mais tarde, ele compete em uma competição de confeitaria onde perde para Ash. Raihan serviu como oponente final de Ash na Clase Ultra antes de Ash entrar no Masters 8, onde Raihan perdeu a partida. Mais tarde, ele assistiu a batalha de Ash contra Leon.